# Muhammad Ali
Muhammad Ali o Mohamed Alí (nacido como Cassius Marcellus Clay Jr.) (Louisville, Kentucky, 17 de enero de 1942-Scottsdale, Arizona, 3 de junio de 2016) fue un boxeador profesional y activista estadounidense. Es considerado una de las figuras deportivas más importantes del siglo XX y, a menudo, se lo considera el mejor boxeador de peso pesado de todos los tiempos. Fue una figura social de enorme influencia en su generación, en la política y en las luchas sociales o humanitarias a favor de los afroamericanos y del islam.
En su etapa amateur, como Cassius Clay, logró la medalla de oro en los Juegos Olímpicos de Roma 1960 en la categoría de 75-81 kg y, como profesional, ganó el título de campeón indiscutido de la categoría de los pesos pesados en 1964 a la edad de veintidós años. Se convirtió en el único boxeador en conquistar en tres ocasiones el campeonato lineal (1964, 1974 y 1978) e indiscutido (1964, 1967 y 1974) de peso pesado; y en el primero en conquistar cuatro veces un título mundial de peso pesado (el de la Asociación Mundial de Boxeo en 1964, 1967, 1974 y 1978).
Se caracterizó por su estilo de boxeo alejado de la técnica tradicional, aunque era un conocedor del deporte y de sus contrincantes. Fue dirigido la mayor parte de su carrera por el entrenador Angelo Dundee, y sostuvo memorables combates contra los más renombrados pugilistas de su tiempo, como Archie Moore, Henry Cooper, Sonny Liston, Floyd Patterson, Ernie Terrell, Joe Frazier, George Foreman y Ken Norton. Seis de sus peleas han sido consideradas como las mejores del año por la revista The Ring. Vertía tanto opiniones irreverentes sobre sus oponentes, como acertados pronósticos de sus contiendas.
Fuera del cuadrilátero, Muhammad Ali se erigió como una figura con influencia social desde los años 1960 cuando se opuso a su reclutamiento por parte de las fuerzas armadas de su país durante la guerra de Vietnam. Se declaró objetor de conciencia, pese al rechazo de los defensores del nacionalismo estadounidense. Formó parte de la organización religiosa de la Nación del Islam y, aunque se ganó detractores por su conducta independiente de los estereotipos sobre los afroamericanos, a partir de los años 1970 consiguió el respeto como figura deportiva de renombre mundial, en especial tras su pelea contra George Foreman. En el ocaso de su carrera, empezó a dar muestras de desgaste físico; después de su retiro padeció la enfermedad de Parkinson.
Entre numerosos reconocimientos recibió la Medalla Presidencial de la Libertad; el ingreso al Salón Internacional de la Fama del Boxeo; el título de «Rey del Boxeo» por parte del Consejo Mundial de Boxeo; y «Deportista del Siglo XX» por Sports Illustrated y la BBC, entre otros.

## Trayectoria en el boxeo

### Etapaamateur
El primer acercamiento de Cassius Marcellus Clay Jr. con el boxeo se debió a un hecho circunstancial. Tenía doce años de edad cuando un ladrón le arrebató su bicicleta, por lo que corrió a denunciar la fechoría al policía Joe Martin, quien se encontraba en el Gimnasio Columbia de la ciudad de Louisville, del cual estaba a cargo. Con lágrimas en los ojos, el jovencito amenazaba con golpear al culpable, pero Martin le recomendó aprender a boxear antes de enfrascarse en cualquier pelea. No pasó mucho tiempo antes de que Clay quedara encantado del gimnasio y, tras su primer combate, en el que terminó vapuleado, empezó a entrenar con más ahínco bajo la instrucción del mismo Martin.
Su empeño le llevó a participar en una pelea televisada en el programa Tomorrow's Champions, en el que ganó su combate ante Ronny O'Keefe por decisión dividida. Con el paso de los meses, Cassius alternó su entrenamiento con Martin y Fred Stoner, entrenador del Grace Community Center quien acabó por dirigir su carrera amateur. De Stoner aprendió los rudimentos del boxeo y en especial a moverse con soltura en el ring. A esa temprana edad ya presumía de su talento hasta el punto de retar a chicos mayores; pero lejos de mostrarse insolente, provocaba la risa de quienes gozaban de sus ocurrencias.
El adolescente acumuló títulos en poco tiempo. En 1956, con catorce años, ganó su primer título de importancia: el Golden Gloves Championship para novatos del estado de Kentucky en el peso semipesado, el cual ganaría otras cinco veces más. Su primera aparición en un periódico ocurrió el 27 de octubre de 1957 tras derrotar por nocaut técnico a Donnie Hall. En 1959 se adjudicó el campeonato interciudades de Chicago y Nueva York (Intercities Golden Gloves) ante Tony Madigan en el peso semipesado, y para abril se consagró como campeón nacional de la Unión Atlética Amateur (AAU por sus siglas en inglés), en la misma categoría. Tan temprano éxito se debía, según Joe Martin, a que el joven boxeador tenía una inusual velocidad que anticipaba los movimientos de su rival; pero lo más relevante era el empeño que ponía en cada jornada de entrenamiento.
Para ese año ostentaba 36 victorias consecutivas, pero su racha acabó el 1 de mayo cuando cayó derrotado en tres asaltos ante el boxeador de guardia zurda, el marine Amos Johnson, por la clasificación a los Juegos Panamericanos.

#### Los Juegos Olímpicos de Roma en 1960

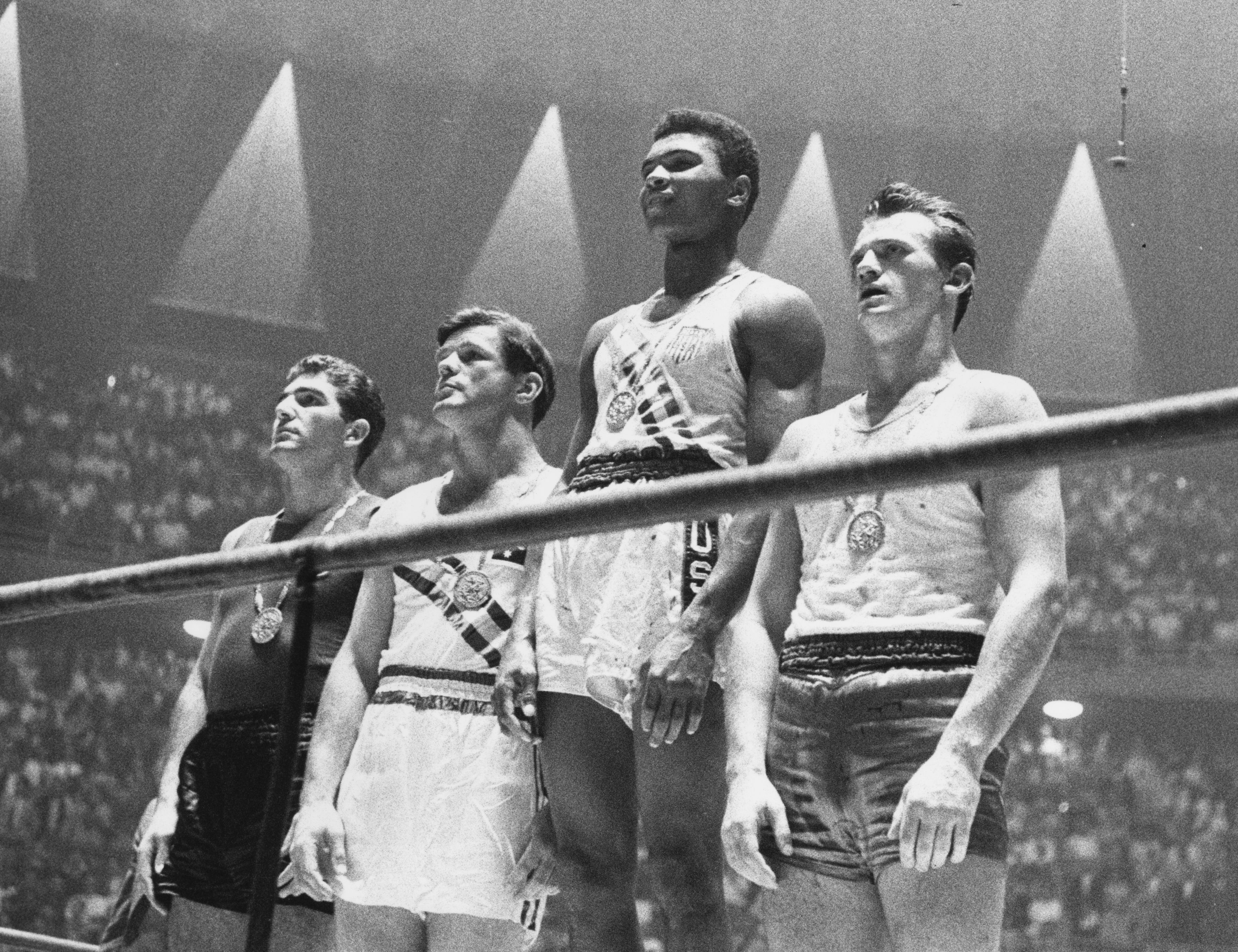
Cassius Clay en los Juegos Olímpicos de Roma 1960

En abril de 1960, Cassius refrendó el título de campeón en el peso semipesado de la AAU ante Jeff Davis. Ese año tendría lugar en Roma, Italia, la celebración de los Juegos Olímpicos, por lo que la clasificación a ese evento se convirtió en su próximo objetivo. Pese a que perdió en las eliminatorias de los pesos pesados al enfrentarse a Percy Price, probó suerte en los semipesados, donde logró la clasificación al batir por nocaut a Allen Hudson, campeón panamericano de 1959.
A los 18 años, con Chuck Bodak como entrenador, llegó a los Juegos como candidato para alzarse con una medalla de oro, según pronosticó la revista Sports Illustrated. Su debut tuvo lugar ante el belga Yvon Beacus, a quien derrotó por nocaut técnico en el segundo asalto. Luego dio cuenta del soviético Gennadiy Shatkov, ganador de la medalla de oro de los semipesados en Melbourne 1956, por decisión unánime. Igual resultado obtuvo en la semifinal ante el australiano Tony Madigan. Cassius se convertía en el favorito de la afición a medida que transcurrían los asaltos, debido a su estilo desenfadado, aunque criticado por los conocedores del estilo tradicional.
Llegado el día de la disputa por la medalla de oro, se enfrentó a un público hostil, debido a que la anterior pelea final en la categoría de los 75 kg había sido ganada por el estadounidense Eddie Crook sobre el polaco Tadeusz Walasek, con una controvertida decisión. Su rival en turno era el también polaco Zbigniew Pietrzykowski, medallista de bronce en Melbourne 1956.
El inicio del combate no fue del todo favorable para Clay, pues desde la primera ronda se vio en desventaja ante la guardia zurda de Pietrzykowski, difícil de contrarrestar. En el segundo asalto apartó su inusual estilo y emprendió una furiosa ofensiva. En la tercera ronda mejoró su movilidad en el cuadrilátero y dio golpes más certeros. También recurrió a su puño derecho para abrir la guardia zurda de Pietrzykowski, quien empezó a sangrar en el rostro y casi acabó noqueado. Al final, Clay se adjudicó la decisión de los jueces y la medalla de oro. El reportaje de Sports Illustrated sobre el joven pugilista destacaría su notable confianza en sí mismo, como su "intrincado" movimiento de piernas.
Con esta victoria olímpica, Clay cerró su sobresaliente etapa amateur. Su récord personal en dicho periodo es impreciso, pues se calculan al menos cuatro recuentos: 134 victorias y 7 derrotas, 137-7, 100-5, y 99-8. De aquellos años opinaría: 

Durante mi etapa como amateur, los boxeadores más experimentados pensaban que era un blanco fácil, pero yo me concentraba en la defensa, y en la sincronía de mis movimientos».

### Etapa profesional

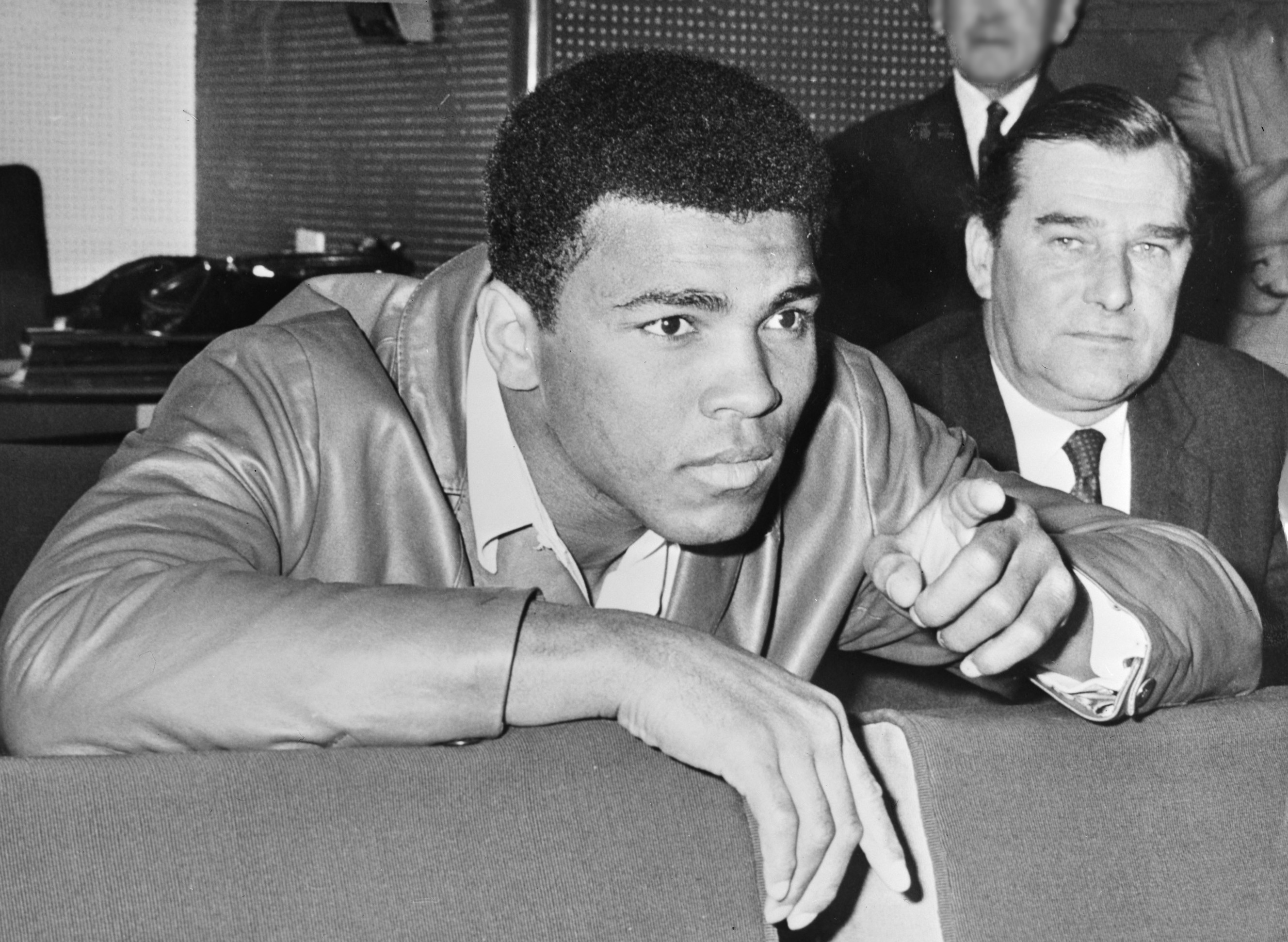
Muhammad Ali en 1966

El triunfo de Cassius Clay en Roma tuvo una discreta acogida por la prensa del país. Todo lo contrario ocurrió en su ciudad, Louisville. Allí fue recibido en el aeropuerto por el alcalde, seis porristas y unos 200 seguidores; fue transportado en una caravana hasta la escuela local donde recibió un homenaje.
Su prometedor futuro animó a un grupo de ciudadanos, que tenía por nombre Louisville Sponsoring Group, para apoyarle en su carrera. Así debutó el 29 de octubre de 1960 en el Freedom Hall de Louisville ante Tunney Hunsaker, un policía que tenía unas 30 peleas en su haber; diez años mayor que él. Cassius ganó el combate por decisión unánime de los jueces tras seis asaltos. Además, desde que había retornado triunfante de Roma, varios entrenadores de renombre tenían deseos de dirigirle, pero fue Angelo Dundee el que terminó siendo elegido en diciembre de ese año, por lo que Clay se trasladó a Miami para iniciar sus entrenamientos.
Hacia junio de 1961, había acumulado cinco victorias consecutivas por nocaut, y su siguiente rival era Duke Sabedong. Antes, debía acudir a una entrevista en la que también se encontraría el luchador profesional Gorgeous George. Ese encuentro fortuito ejercería una decisiva influencia en su carrera, puesto que escuchó a George dar atrevidas declaraciones en las que describía cómo acabaría con su rival. El joven Clay terminó atraído por esa demostración de confianza, por lo que se convirtió en su fuente de inspiración para realizar predicciones antes de sus encuentros.
Ese año sucedió un hito en su carrera: el 22 de julio sostuvo un combate contra Alonzo Johnson en Louisville, televisada a lo ancho del país, una transmisión sin precedentes para un boxeador que apenas acababa de dejar su carrera amateur. Terminado ese año, contaba con diez victorias consecutivas, siete por nocaut.
Su ascendente carrera le llevó a pelear por primera vez en Nueva York en el Madison Square Garden contra Sonny Banks el 10 de febrero de 1962. Los empresarios de ese recinto habían organizado la pelea televisada desde Louisville. La experiencia en Nueva York no le resultó fácil, pues Banks hizo que, por primera vez en su carrera profesional, cayera en el primer asalto. A pesar de todo, en ese encuentro demostraría cuán capaz era de responder ante la adversidad en el cuadrilátero, ya que dominaría el resto de la pelea hasta que en el cuarto asalto sería detenida por el réferi quien le otorgó la victoria por nocaut técnico. Antes del combate había dado a conocer una atrevida predicción: que él saldría victorioso en solo cuatro rondas. El combate de Ali impresionó a Dundee, quien aseveraría en una entrevista de 1967 que nunca había visto tal poder de recuperación en ningún boxeador.
Después de ese encuentro, y tras alargar la racha de victorias con otros cuatro triunfos, Clay —ya con veinte años— se enfrentó el 15 de noviembre de 1962 al veterano Archie Moore de cuarenta y siete, en Los Ángeles, California. Ambos ya se conocían, pues Moore le había entrenado por breve tiempo antes de Dundee; pero la relación no acabó bien, ya que al joven Clay le desagradaba cumplir las órdenes del viejo Moore, quien le demandaba cambiar su estilo de pelea y le obligaba a limpiar el gimnasio. Clay se atrevió a pronosticar que el combate acabaría en el cuarto asalto y así ocurrió: ganó por nocaut técnico tras la tercera caída de Moore.
Esas predicciones, junto a jocosos poemas entonados antes de los combates, le granjearon el apodo de «Louisville Lip» («El bocón de Louisville»). Los desplantes le granjeaban opiniones adversas de la prensa, pero las provocaciones le daban cierta ventaja psicológica sobre el oponente. Según Angelo Dundee, Clay era un estudioso de sus contrincantes y no hacía predicciones sin previo análisis.

#### Cassius Clay contra Henry Cooper I
Con dieciocho combates invicto, el talento de Clay ya era reconocido en el mundo del pugilismo, aunque no era tomado en serio por su peculiar estilo de pelea que era calificado como «poco ortodoxo». Contra los esquemas tradicionales y dejando de lado la postura de combate, el excampeón olímpico enfrentaba a sus rivales con los brazos extendidos y recurría a rápidos movimientos hacia atrás para esquivar los golpes de sus rivales; en contraste, tenía a su favor la agilidad en pies y manos, las cuales, aunque aparentaban ser frágiles, golpeaban fuerte. Se decía que esas características eran inusuales para un peso pesado y más relacionadas con las de un peso wélter.
Como muestra de su incipiente fama internacional, el 18 de junio de 1963 se enfrentó al inglés Henry Cooper, en lo que era su primer combate fuera de los Estados Unidos; en el Wembley Stadium. Pese a su corta carrera, el equipo de Clay tenía en mente enfrentarle al campeón indiscutido Sonny Liston, por lo que consideraban el combate en Inglaterra muy oportuno. No obstante, antes del encuentro en el Reino Unido había tenido un duro enfrentamiento ante Doug Jones quien, a pesar de ser más liviano, le había vapuleado durante toda la pelea.
Cooper, quien ostentaba el título de campeón de la Mancomunidad Británica, era muy respetado en su país. Sin embargo, para las casas de apuesta no tenía oportunidad de ganar, ya que su peso de 185,5 libras no se comparaba a las 207 del estadounidense, quien se atrevió a decir que ganaría en cinco asaltos; de lo contrario —prometía él— permanecería alejado de su país por treinta días. Al combate, con el público agitado por sus declaraciones, subió al cuadrilátero portando una corona en su cabeza.
Cooper se mostró agresivo y en la primera ronda dejó sangrante la nariz de Clay. El estadounidense se repuso en los dos asaltos siguientes, y en el tercero lesionó la ceja del británico con un golpe de derecha que le abrió una herida; pero cuando finalizaba el cuarto, el británico conectó un poderoso gancho de izquierda que tumbó a Clay por segunda vez en su carrera.
Aunque turbado, logró levantarse, y en el intermedio recibió una polémica asistencia del astuto Dundee, quien le dio sales aromáticas y aprovechó la oportunidad para informar al árbitro de que el guante derecho de su pupilo se había cortado. La intervención de Dundee daría paso a una inacabable controversia de si la cortadura había sido provocada por él mismo con una hoja de afeitar.
El juez autorizó que se trajera otro guante, lo que dio tiempo suficiente para que Clay se recuperase. En la quinta ronda, Clay vapuleó a Cooper sin tregua y su sangraba sin parar. La pelea acabó detenida por el árbitro, y se otorgó la victoria por nocaut técnico a Cassius Clay. El New York Times informó acerca de esa quinta ronda, que «en dos minutos y quince segundos» el estadounidense había estado cerca de «arrancarle la cabeza» al británico; aunque el mismo Cassius admitiría que Cooper le había castigado tan fuerte que sus «ancestros en África lo habían sentido».

#### Cassius Clay contra Sonny Liston I

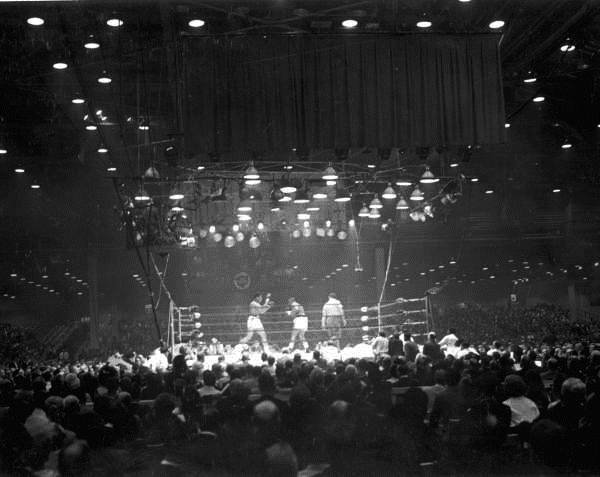
La primera pelea entre Muhammad Ali y Sonny Liston se llevó a cabo en el Convention Hall de Miami Beach (Florida)

El posible enfrentamiento entre Clay y Sonny Liston ya había generado una gran expectación desde meses atrás. Se decía que Liston tenía todo a su favor, ya que ostentaba los títulos de campeón de la Asociación Mundial de Boxeo (AMB), de la Comisión Atlética de Nueva York (NYSAC por sus siglas en inglés) y del recién fundado Consejo Mundial de Boxeo (CMB); por lo que se le consideraba el más temido peleador del momento. En contraste, para la opinión pública el bisoño Clay, a pesar de su ascendente carrera, era considerado poco menos que un lenguaraz. De hecho, tenía las apuestas en su contra y muchos periodistas creían que era cruel permitir que un «jovencito simpático se enfrentara a un exconvicto». Por si fuera poco, sus patrocinadores de Louisville trataron de convencerlo para que no pelease. Pese a todo, el combate fue programado para el 25 de febrero de 1964 en el Convention Hall de Miami Beach, Florida.
Clay recurrió a la provocación fuera del cuadrilátero. Llamó al campeón mundial «oso horrible» y hasta se atrevió a mostrar una trampa para osos fuera de su casa. Además, el día de la ceremonia del pesaje oficial, le gritó que era un «vago» y que se lo «comería vivo», entre otras ofensas. Por esos agravios, terminó multado por «conducta inapropiada». No faltó su predicción: aseveró que Liston caería en la octava ronda; y dio a conocer un poema dedicado a su contrincante que fue leído por su sparring y en cuya primera línea se lee: «Clay sale a enfrentar a Liston y Liston retrocede, si Liston da un paso más, terminará en el asiento de enfrente...». Por si no bastara, también aseguró que para esa pelea «flotaría como una mariposa, y picaría como una abeja», una frase atribuida a uno de sus asistentes, Drew «Bundini» Brown, y la cual se repetiría a lo largo de su carrera.
El día del evento, el público fue escaso: los periodistas deportivos consideraban a Liston como favorito y no veían a Clay como rival, por lo que apenas se vendieron la mitad de las entradas, unas ocho mil. El combate se inició con el despliegue de agilidad de Clay; quien en el tercer asalto abrió una herida debajo del ojo derecho de Liston. Para cuando finalizaba el cuarto, Clay le dijo a su entrenador que sentía irritación en sus ojos y pronto recibió la asistencia requerida. Al parecer, la sustancia aplicada en los ojos de Liston para el tratamiento de sus heridas le había contaminado. A pesar de todo, en la sexta ronda Clay dominó al campeón mundial y cuando acabaron los tres minutos, Liston declinó continuar, alegando molestias en su hombro izquierdo, por lo que Clay ganó el combate por nocaut técnico. El nuevo campeón mundial indiscutido bailoteó en el cuadrilátero, se dirigió a las cuerdas y empezó a gritar al público y periodistas: «¡Tráguense sus palabras! ¡Tráguense sus palabras! ¡Soy el mejor! ¡Soy el mejor! ¡Sacudí al mundo!».
Las noticias del nuevo monarca no cesaron, ya que al día siguiente dio a conocer un sorprendente anuncio: decidió que cambiaría su nombre a «Cassius X»; y días después reveló que tomaría el nombre de «Muhammad Ali», conferido por el líder de la Nación del Islam, Elijah Muhammad. Dicho nombre significaba «El amado de Dios», el cual eligió, según sus palabras, porque «Clay» era un apellido de esclavo que él no había escogido.

#### Muhammad Ali contra Sonny Liston II
Sonny Liston obtuvo la revancha contra el campeón Muhammad Ali. Sin embargo, éste había sido despojado del cetro de la Asociación Mundial de Boxeo el 14 de septiembre de 1964, debido a que —según la versión oficial— había pactado la pelea con Liston en contra de las reglas de la entidad. Ahora bien, existe la versión de que la AMB no deseaba estar ligada con él por sus lazos con la Nación del Islam, aparte de que ya se encontraba relacionado con las protestas populares de la década. Por tanto, Ali mantenía los títulos del CMB y la NYSAC.
El combate se programó para noviembre de 1964, pero fue pospuesto porque Ali se sometió a una operación para tratar una hernia. Por tanto, fue reprogramado en Boston, pero como los organizadores tuvieron problemas con la licencia para celebrar el encuentro en esa ciudad, al final se estableció en Lewiston, Maine, en el pequeño auditorio de St. Dominic's Hall el 25 de mayo de 1965. Ese recinto tenía escasa capacidad, lo que provocó que el combate albergara a 2 434 espectadores, la menor cantidad en la historia para una pelea por un título mundial.
El segundo enfrentamiento entre Liston y Ali inició con el retador lanzando jabs a la cabeza del campeón, así como golpes al cuerpo. Mientras evadía el ataque en el primer asalto, Ali conectó un certero golpe de derecha que derrumbó al retador, pero sucedió que el árbitro Joe Walcott no había coordinado el tiempo transcurrido con el encargado de llevar el cronómetro. Cuando lo hizo, habían transcurrido unos trece segundos. Liston se puso en pie, parecía que reanudarían el combate; pero Walcott fue informado por Nat Fleischer, editor de The Ring, de que el cronometrador había contabilizado en diez segundos el tiempo que Liston había permanecido en la lona. En consecuencia, Walcott interrumpió el combate y proclamó a Ali ganador.
El enredo provocó que la pelea se convirtiera en una de las más polémicas de la historia del boxeo. El golpe decisivo de Ali sería conocido de allí en adelante como el «golpe fantasma», porque pocos espectadores vieron el impacto en Liston. Teorías ajenas al combate especularon la influencia de la mafia neoyorquina en ambas peleas, para que Liston las perdiera. Por otro lado, se dice que hubo amenazas a la vida de Muhammad Ali, pues Malcolm X, quien había roto la relación de amistad con el campeón, había sido asesinado en febrero. Se afirmó que Liston había recibido una misteriosa visita de musulmanes antes del combate, en la que se profirieron amenazas contra su vida. La conducta de Liston aparentaba que no deseaba continuar la pelea.

#### Ali contra Floyd Patterson I
El 22 de noviembre de 1965, Ali se enfrentó a Floyd Patterson, excampeón mundial de los pesos pesados. En aquella época, Ali se encontraba en conflicto con los medios de comunicación, debido a sus polémicas declaraciones en contra del cristianismo y la integración racial. El cristiano Patterson insistía en llamarle por su antiguo nombre, Cassius Clay, y proclamaba que «devolvería el título mundial a los Estados Unidos». Las declaraciones enfurecieron a Ali, quien llamó a Patterson «Tío Tom», entre otras ofensas.
La pelea se desarrolló en el Convention Center de Las Vegas, con victoria para Ali por nocaut técnico en el décimo segundo asalto. Aunque el triunfo se vio empañado por la conducta del campeón, quien en pleno combate le vociferaba la pregunta: «¡¿Cuál es mi nombre, tonto?!» a Patterson, mientras lanzaba sus golpes, por lo que se ganó el abucheo del público que consideró irrespetuoso su comportamiento.

#### Ali contra George Chuvalo I
En la tercera defensa de su título, se enfrentó al canadiense George Chuvalo. Ambos habían planeado un combate en 1963, pero al parecer Ali declinó la propuesta porque Chuvalo se mostraba en plenitud de forma en ese tiempo. El evento se desarrolló en Toronto, Canadá, el 29 de marzo de 1966 y fue ganada por Ali tras quince asaltos por decisión unánime, durante los cuales Chuvalo sacudió el cuerpo de Ali, quien pudo imponer su velocidad y fortaleza; aunque en el último asalto fue Chuvalo quien conectó fuertes golpes en la cabeza del campeón que le pusieron en riesgo de ser noqueado. Se dice que en esta pelea Chuvalo reveló las claves para vencer al invicto campeón: pelear a corta distancia, no darle oportunidad de descanso y golpearle al cuerpo y con fuerza cada vez que la ocasión se presentase.

#### Ali contra Henry Cooper II
Muhammad Ali y Henry Cooper se enfrentaron por segunda ocasión el 21 de mayo de 1966 en el Arsenal Stadium de Inglaterra. Cooper evocaría ese día como «el evento más espectacular, aparte del fútbol, que alguna vez haya tenido lugar en Highbury»; y también destacaría el apoyo de la hinchada y el «ambiente denso, que se podía cortar con un cuchillo». Un total de 45 973 espectadores asistieron a la pelea, que generó gran interés en el Reino Unido. Sin embargo, otra vez Ali acabó lesionando el arco superior de su ojo izquierdo y el combate debió ser terminado por el árbitro en el sexto asalto, lo que significó la vigésimo cuarta victoria consecutiva al estadounidense.

#### Peleas posteriores y suspensión del boxeo

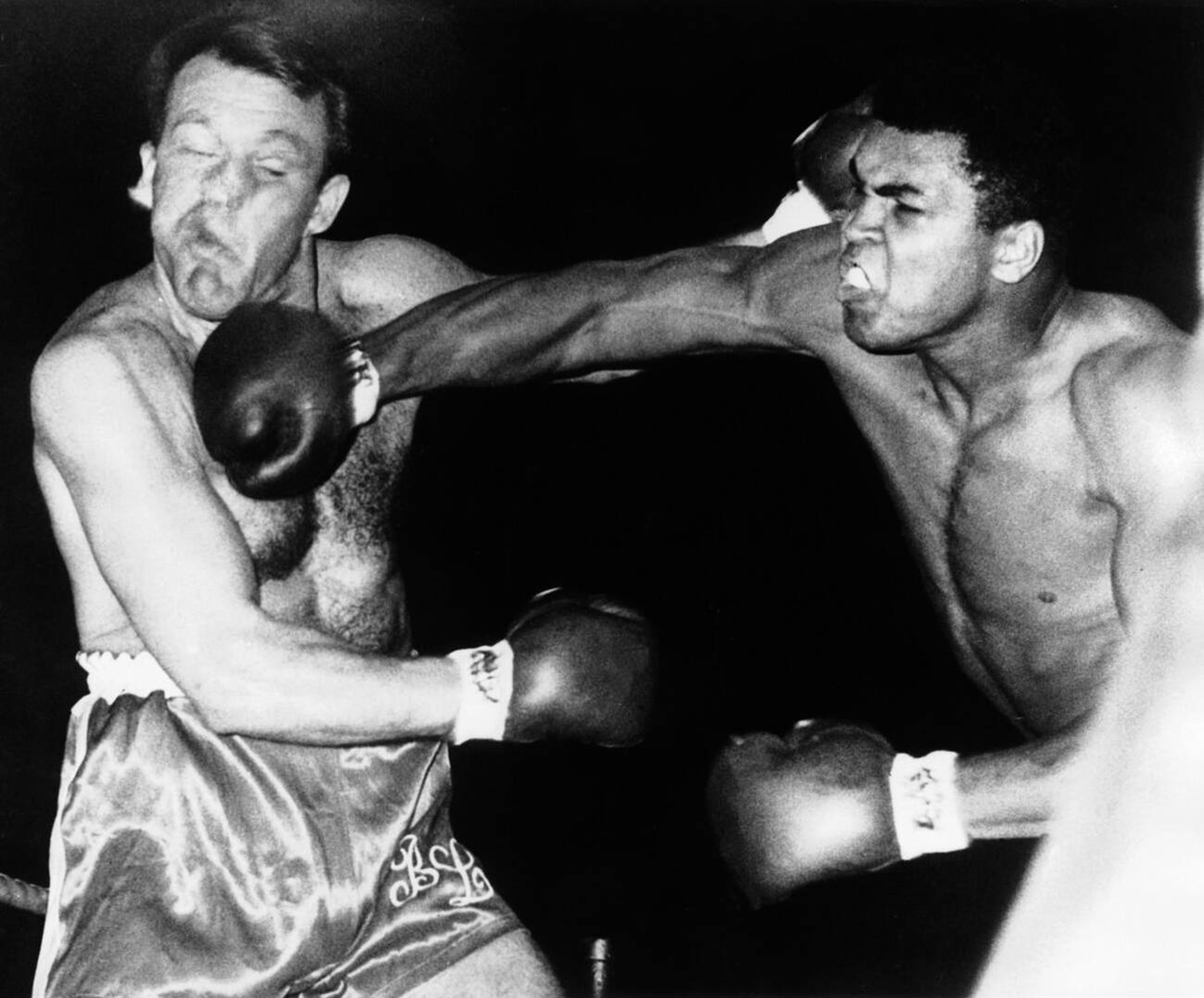
Muhammad Ali peleando contra Brian London en 1966.

En ese 1966, Ali sostuvo tres peleas en defensa de su título mundial: en Londres, Inglaterra, contra Brian London a quien derrotó por nocaut en el tercer asalto; en Fráncfort, Alemania, contra Karl Mildenberger con victoria por nocaut técnico en el décimo segundo asalto y el cual tuvo la particularidad de convertirse en el primer evento deportivo transmitido vía satélite y a color. Enfrentó a Cleveland Williams en Houston, Texas, a quien batió por nocaut técnico en el tercer asalto y en la que por primera vez mostró el juego de pies que tomaría por nombre «Ali Shuffle».

#### Ali contra Ernie Terrell
Para 1967, se subió a pelear contra Ernie Terrell, el 6 de febrero, en Houston por la reunificación del título mundial, pues Terrell era el campeón de la AMB. Vapuleó sin piedad a Terrell, quien —como había sucedido con Patterson— no le reconocía su nombre musulmán, y en el transcurso del combate le espetaba la pregunta: «¡¿Cuál es mi nombre?!», durante las acciones. Ali ganó por decisión unánime, convirtiéndose por segunda vez en campeón indiscutido de los pesos pesados.

#### Ali contra Zora Folley
El 22 de marzo, se enfrentó al experimentado Zora Folley en el Madison Square Garden de Nueva York y obtuvo el triunfo por nocaut en el séptimo asalto. Sin embargo, debido a su negativa para incorporarse a las fuerzas armadas de su país en pleno desarrollo de la guerra de Vietnam, terminó con sus licencias para boxear canceladas y fue despojado de los títulos de la AMB y NYSAC en abril. No volvería a pelear en tres años y medio. Hasta ese momento tenía un récord de 29 victorias sin derrotas, 22 de ellas por nocaut.

#### Retorno de Ali vs Jerry Quarry
En 1970, algunas comisiones estatales de boxeo empezaron a considerar la autorización para que Ali retornara al cuadrilátero. Gracias a la ayuda del senador Leroy Johnson, de Georgia —el único estado que no tenía una comisión de boxeo— logró pelear contra Jerry Quarry el 26 de octubre en Atlanta. Ganó en el tercer asalto por nocaut técnico, pero lo más revelador era que sus habilidades parecían intactas, aunque había perdido su rápido movimiento de cabeza para eludir los golpes.

#### Contra Oscar "Ringo" Bonavena
El 7 de diciembre, se enfrentó al argentino Oscar Natalio Bonavena por el título vacante de la Federación Norteamericana de Boxeo (NABF por sus siglas en inglés) en el Madison Square Garden de Nueva York, tras obtener una autorización judicial, puesto que las autoridades de Nueva York se negaban a concederle el permiso. Obtuvo la victoria por nocaut técnico, después de que Bonavena cayera tres veces en la decimoquinta ronda. Sin embargo, en ese enfrentamiento la agilidad de Ali y la precisión de sus golpes se notaron disminuidas.

#### Ali contra Joe Frazier I
Meses antes de su retorno al cuadrilátero, Ali había renunciado a ser considerado campeón mundial en una conferencia de prensa del 3 de febrero de 1970, en la que informó de su retiro del boxeo. Por tanto, con el título de campeón indiscutido vacante de los pesos pesados, la AMB —cuyo titular era Jimmy Ellis— y la NYSAC —con Joe Frazier como monarca, más el cetro del CMB disponible— dispusieron el enfrentamiento entre ambos para el 16 de febrero. La victoria fue para Frazier por nocaut técnico en el quinto asalto, por lo que se abrió el camino para que se enfrentase con Muhammad Ali.

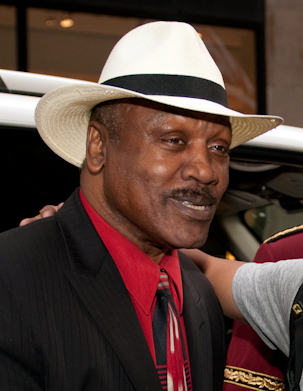
Joe Frazier

La expectativa del enfrentamiento entre Ali y Frazier, había comenzado a generarse desde que Frazier derrotara a Buster Mathis en 1968 por el título de la NYSAC. Eran considerados los mejores en su categoría, aunque tenían marcados contrastes en personalidades y estilo: Ali era atractivo para los medios de comunicación, representaba el movimiento antibélico de los años 1960, y en el cuadrilátero se distinguía por su agilidad y el combate a distancia, con los que buscaba el momento oportuno para conectar un golpe preciso y contundente. Frazier era discreto en su vida personal y considerado defensor del establishment, y su estilo de pelea consistía en el combate cuerpo a cuerpo y la contundencia en cada golpe. El evento fue programado para el 8 de marzo de 1971 en el Madison Square Garden de Nueva York, y suscitó gran interés en el país como en el extranjero. Llegó a ser publicitada como «La pelea del siglo», y reunió a personalidades como Frank Sinatra, Burt Lancaster o Woody Allen. Para esa contienda, Ali no era el favorito para los apostadores y antes del enfrentamiento volvió a recurrir a los insultos, al llamar a Frazier «feo», «lento», «estúpido» y «desabrido».
Cuando se inició el combate, el retador logró dominar las primeras tres rondas. En el cuarto asalto, sin embargo, Frazier empezó a imponer su poderoso gancho de izquierda y los golpes al torso del excampeón. Para la undécima ronda, Frazier casi le mandó a la lona y en el décimo quinto le impactó con el gancho de izquierda que provocó la tercera caída de Ali en su carrera profesional. A pesar de que Ali se levantó y terminó el enfrentamiento, la decisión de los jueces fue unánime a favor de Frazier, quien despojó del título de invicto a Muhammad Ali. Pese a todo, Frazier no disfrutó del todo la victoria, pues la pelea había sido tan brutal que ambos terminaron en el hospital.
Ali declaró: «La próxima vez será distinto... Cuando alcanzas el éxito como yo lo hice, te embriagas con la fama. Crees que correr tres millas al día es suficiente. Eso es todo lo que entrené para esta pelea. No descansé lo suficiente, no entrené tan duro como solía hacerlo... La próxima vez correré más, y mis piernas estarán a punto. Será distinto».
El evento marcó el récord del mayor cobro de la historia del boxeo para un peleador, ya que se adjudicaron 2,5 millones de dólares cada uno, y se estima que lo vieron 300 millones de personas en el mundo, el mayor número de televidentes hasta ese momento. Meses después sucedió un hecho trascendental para Ali, cuando el 28 de junio la Corte Suprema de los Estados Unidos revocó el cargo de evasión de reclutamiento.

#### Peleas posteriores (1971-1973)
Pese a la contundente derrota ante Frazier, Ali volvió a la acción. El 26 de julio se enfrentó a Jimmy Ellis en el Astrodome de Houston. Eran viejos conocidos y tenían al mismo entrenador, Dundee, quien decidió permanecer en la esquina de Ellis, mientras Ali sería dirigido por Harry Wiley. En ese combate se disputó el título vacante de la NABF, y terminó en favor de Ali por nocaut técnico en la décima segunda ronda. El 17 de noviembre, derrotó a Buster Mathis por decisión unánime en el mismo lugar. Cerró el año ante el alemán Jürgen Blin en Zúrich, Suiza, donde se llevó la victoria por nocaut en el séptimo asalto.
El 1 de abril de 1972, peleó en Tokio, Japón, contra Mac Foster y tras quince asaltos Ali ganó por decisión unánime. El 1 de mayo se reencontró con Chuvalo en Vancouver, Canadá, donde defendió su título de la NABF y terminó con la victoria por decisión unánime. El 27 de junio encaró a Jerry Quarry en Las Vegas y ganó por nocaut técnico en la séptima ronda. Su siguiente contendiente fue Alvin Lewis, en una pelea desarrollada el 17 de julio en Dublín, Irlanda, al que derrotó en el decimoprimer asalto por nocaut técnico. El 20 de septiembre se enfrentó por segunda ocasión al veterano Floyd Patterson en el Madison Square Garden de Nueva York y ganó por nocaut técnico en el séptimo asalto. Este sería el último combate en la carrera profesional de Patterson.
El 21 de noviembre defendió de nuevo con éxito su título de la NABF ante Bob Foster en Stateline, Nevada, gracias a un nocaut en el séptimo asalto. Para 1973, el 14 de febrero en Las Vegas, derrotó al húngaro-australiano Joe Bugner por decisión unánime. En esa ocasión recibió de Elvis Presley una bata de boxeo como regalo que vistió en la pelea.

#### Ali contra Ken Norton I
El 31 de marzo de 1973 se programó el encuentro entre Muhammad Ali y Ken Norton en San Diego, California, por la sexta defensa de su título de la NABF. El excampeón mundial tenía las apuestas a su favor, pero Norton poseía un notable historial como deportista, por lo que era un rival de temer. Se dice que Ali se presentó confiado en la victoria, pero el evento terminó siendo una mezcla de sufrimiento y coraje, pues debió combatir con la mandíbula fracturada desde el segundo asalto. Pese a la adversidad, Ali rechazó que Dundee parase el combate, y aunque logró acabarlo, perdió por decisión dividida. Era la segunda derrota en su balance personal y no faltaron quienes opinaron que su carrera estaba terminada. Pese al revés, derrumbó la opinión de algunos que le creían carente de resistencia. Por el contrario, su característico estilo de pelea a distancia parecía carecer de la efectividad de antaño.

#### Ali contra Ken Norton II
El 10 de septiembre, obtuvo la revancha contra Norton en el Forum de Inglewood, California. De nuevo, el exmarine se presentó como un rival difícil, pese a que Ali dominó por estrecho margen los primeros cinco asaltos. Sin embargo, a partir de la sexta ronda empezó a mostrar cansancio y durante el séptimo y el octavo asaltos Norton le vapuleó sin objeción y no sería hasta la última ronda que Ali pudo tener una ventaja clara. Al final, los jueces arrojaron una decisión dividida a su favor, por lo que recuperó el cetro de la NABF. Se dice que uno de ellos opinó que el último asalto había sido el que determinó el resultado del combate.
Un mes después, sostuvo una pelea contra el neerlandés Rudi Lubbers en el Bung Karno Stadium, de Yakarta, Indonesia, a quien ganó por decisión unánime tras doce asaltos.

#### Ali contra Joe Frazier II
El 28 de enero de 1974 fue programado un nuevo combate entre Muhammad Ali y Joe Frazier en el Madison Square Garden. Frazier se encontraba en una circunstancia muy distinta a la del combate de 1971, pues un año antes había sido despojado del título de campeón mundial indiscutido por George Foreman, quien le apabulló en dos asaltos. Ali deseaba la revancha por la derrota sufrida ante Frazier y además tenía a la vista retar a  Foreman. Como preludio al combate, ambos fueron invitados a los estudios de la cadena ABC en Nueva York, para revivir el primer encuentro. Sin embargo, en el transcurso de la entrevista Ali comenzó a mofarse de Frazier por la cantidad de tiempo que este había permanecido en el hospital tras el último enfrentamiento, ya que aseguraba que había estado casi tres semanas en tratamiento, mientras que él se había retirado a los 10 minutos de su ingreso. Por si fuera poco, le llamó «ignorante», lo que provocó el enfado de Frazier quien se le enfrentó ante las cámaras de televisión y ambos acabaron en el suelo sujetados el uno con el otro.
En el día del segundo encuentro entre ambos pugilistas, se marcaron de nuevo las diferencias de estilo: Ali era el «estilista», y Frazier el «fajador». Ali, en su mejor estado de forma desde su retorno al cuadrilátero, se apuntó los primeros dos asaltos y estuvo cerca de noquear a Frazier, quien no se recuperó hasta la séptima y octava ronda. Terminados los doce asaltos los jueces dieron una decisión unánime a favor de Ali, quien retuvo su título de la NABF y además se convirtió en el principal retador del campeón Foreman. No obstante, ambos dejaron abierta la posibilidad de un nuevo combate.

#### Ali contra George Foreman

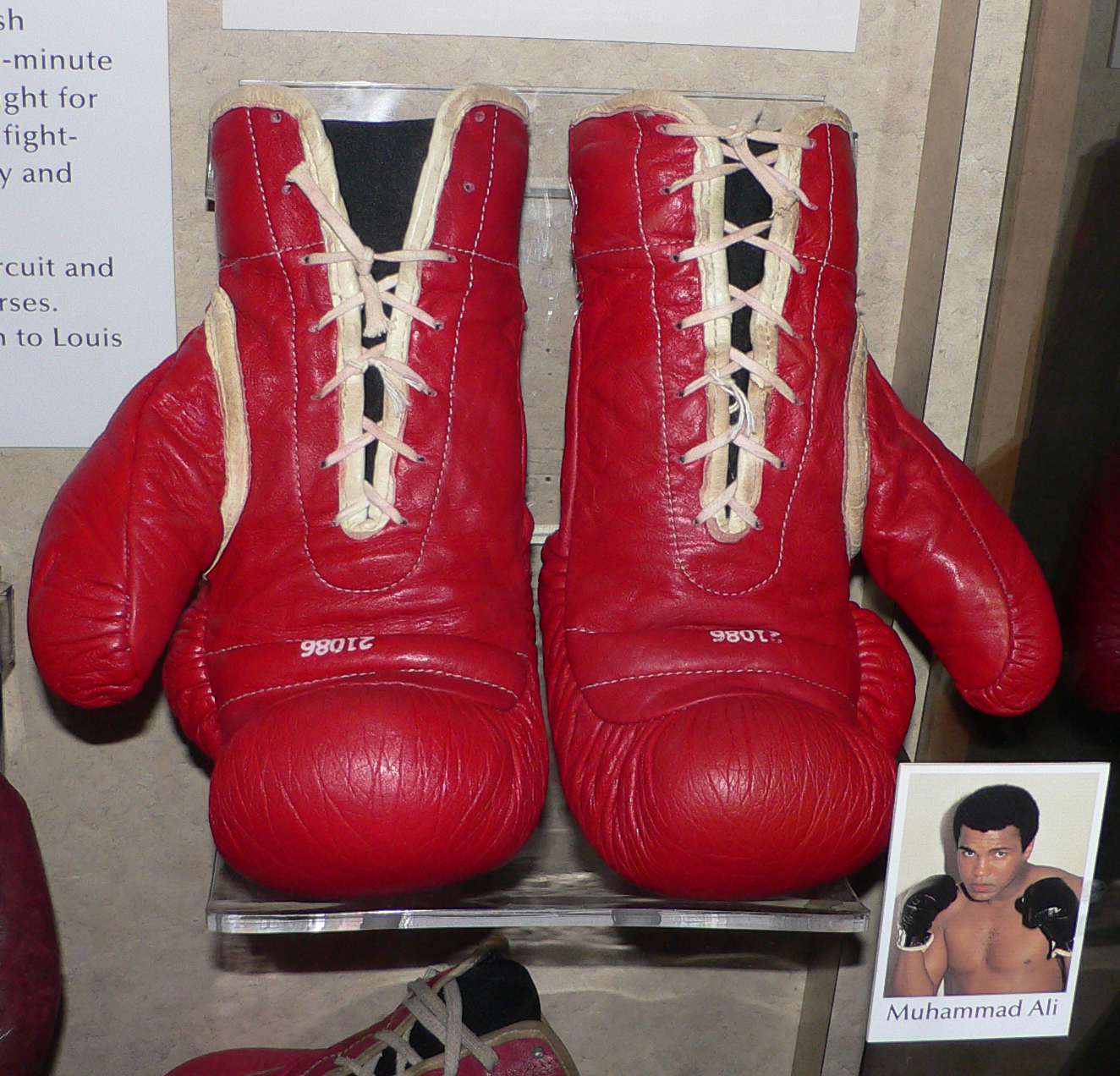
Par de guantes de boxeo de Muhammad Ali en el Museo Nacional de Historia Estadounidense (Washington)

Finalizada la pelea entre Ali y Frazier, Bob Arum, abogado de Ali, expresó su interés en arreglar un combate entre su apoderado y el ganador de la pelea entre George Foreman y Ken Norton. Foreman se agenció la victoria en apenas dos asaltos por nocaut técnico, por lo que todo estaba listo para el encuentro contra Ali. Don King se ofreció para la promoción del esperado evento, pero ambos contendientes pedían la elevada suma de $5 millones de dólares para firmar el contrato. Imposibilitado por no tener parte del dinero por adelantado, un intermediario convenció al presidente de Zaire, Mobutu Sese Seko, para patrocinar la pelea y de paso promocionar al país en el extranjero.
De esta manera, la pelea se programó en Kinsasa el 25 de septiembre de 1974, y fue publicitada como The Rumble in The Jungle. Era tanta la expectación suscitada por el combate, que un festival musical se organizó por espacio de tres días antes del evento, el cual fue conocido como Zaire '74 que reunió a reconocidos músicos afroamericanos y africanos de ese tiempo, entre ellos: James Brown, B.B. King, The Spinners y Fania All-Stars. Sin embargo, el público y los músicos ignoraban que la pelea se había pospuesto debido a una lesión de Foreman. A pesar de todo, el festival se desarrolló con normalidad y Ali aprovechó la oportunidad para dejarse ver por los asistentes.
Al fin, la pelea se programó para el 30 de octubre en el estadio del 20 de mayo de Kinsasa, ante 60 000 espectadores y estaba previsto que comenzara entre las 3 y 4 de la madrugada.
Los expertos consideraban que nadie podría soportar el brutal ataque de Foreman, cuyas ocho peleas anteriores no habían pasado más allá del segundo asalto. Por si fuera poco, había quienes le creían el mejor «fajador» de la historia. Ali tenía la crítica en contra, puesto que su agilidad había mermado en forma considerable. Lo que no había olvidado eran los insultos, ya que dijo que Foreman peleaba como una «niña»; y se esmeró durante su estadía en Zaire en ganar el apoyo del público, que le animaba con el grito «¡Ali bumaye!» («¡Alí, mátalo!»). Para el excampeón la pelea representaba la oportunidad de reafirmar su dominio en la categoría y «limpiar» su nombre por lo que le había ocurrido durante su suspensión.
El día del evento, Muhammad se subió primero al cuadrilátero, mientras Foreman retrasó su salida unos ocho minutos, tiempo que aprovechó el retador para seguir atrayendo el aliento de los presentes. Iniciadas las acciones, Ali recurrió a rápidas combinaciones y utilizaba el golpe directo de derecha para empezar un ataque. Los jabs de Ali eran muy potentes por la rapidez con que eran ejecutados; además, se dice que giraba el puño al momento del impacto, lo que le daba un efecto letal. A partir del segundo asalto, empezó a dirigirse a las cuerdas y protegía su cabeza para soportar los fuertes golpes de Foreman, una estrategia que realizó a lo largo del combate y que sería conocida de ahí en adelante como rope-a-dope, que tenía como finalidad cansar al adversario, pero que también requería una gran capacidad de resistencia.
El ataque sobre el cuerpo de Ali era brutal, pero en ocasiones el retador agarraba a Foreman de la nuca y le susurraba que no sufría ningún daño entre otras afrentas, y en ocasiones demandaba al público su apoyo, que ya estaba a su favor. En el octavo asalto, Ali atacó con la definitiva combinación de golpes que noqueó a Foreman y le despojó de los cetros y de la condición de invicto. El combate marcó dos hitos: Ali se consagró como el segundo boxeador de la historia en proclamarse campeón lineal de peso pesado por segunda vez, desde que Patterson lo había realizado en 1960; y en el primero en ser tres veces campeón indiscutido de los pesos pesados. También, se considera que el evento fue uno de los precursores de la globalización de las telecomunicaciones, en materia de deporte. Ya en la conferencia de prensa posterior, Ali eludió responder la pregunta acerca de su retiro.

#### Peleas posteriores (1975)
Con el reconocimiento de campeón mundial indiscutido de los pesos pesados por parte del CMB y la AMB, Ali emprendió su primera defensa ante Chuck Wepner en Richfield, Ohio, el 24 de marzo de 1975. Ganó en el décimo quinto asalto por nocaut técnico, a pesar de que había sido tumbado en la novena ronda con un golpe en el costado izquierdo. El 16 de mayo enfrentó a Ron Lyle en Las Vegas, y triunfó también por nocaut técnico en el undécimo asalto. El 30 de junio se trasladó a Kuala Lumpur, Malasia, para combatir por segunda ocasión contra Joe Bugner al que derrotó por decisión unánime.

#### Ali contra Joe Frazier III

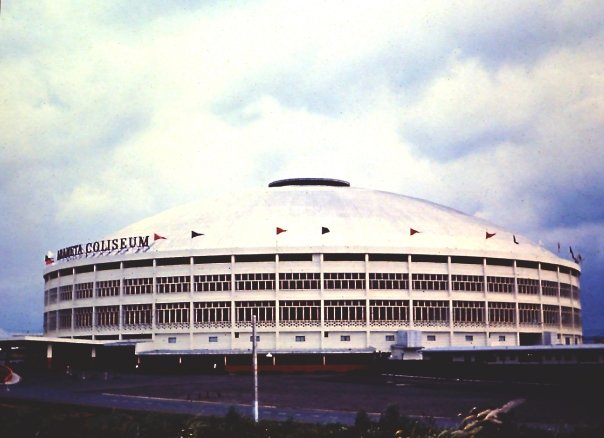
El Coliseo Araneta en los años 1960.

El siguiente contendiente sería Frazier, a quien se enfrentaría por tercera vez. Frazier venía de dos victorias consecutivas ante Jerry Quarry y Jimmy Ellis, pero eso no cambiaba la opinión del campeón sobre Smokin' Joe de quien decía que se encontraba en franca decadencia desde su estrepitosa derrota ante George Foreman.
La pelea fue programada para el 1 de octubre de 1975 en Filipinas, con el patrocinio del presidente Ferdinand Marcos a quien le venía bien demostrar que tenía el control del país, pese a las crecientes demostraciones populares de descontento en contra de su mandato. En los momentos previos al combate, Ali recurrió a las bromas sobre el retador, pero su entrenamiento parecía estar en segundo plano, ya que centraba su interés en su entonces amante Veronica Porsche. Por el contrario, Frazier se preparaba con intensidad, al mismo tiempo que guardaba para sí los duros epítetos que Ali le había proferido y que además habían repercutido en su familia. El evento fue publicitado como The Thrilla in Manila y tuvo lugar en el Coliseo Araneta de Ciudad Quezón, con la asistencia del presidente Marcos y su esposa Imelda Marcos.
El combate se inició a las 10:45 a. m. en medio de un calor insoportable. Desde el principio el campeón tomó la ventaja, aunque era evidente que la velocidad y el bailoteo habían desaparecido de su repertorio boxístico; además, se sumó el obstáculo que interpuso el árbitro al impedirle la estrategia de sujetar al rival. Para el quinto asalto cambiaron los papeles, pues Frazier empezó a vapulearlo en los costados y en el sexto le puso en aprietos con sendos ganchos de izquierda. La pelea parecía un empate hasta la décima ronda; sin embargo, Ali sacó fuerzas de flaqueza y atacó al retador con jabs de derecha. A partir de entonces, la cara de Frazier empezó a notarse desfigurada, en especial alrededor de sus ojos, siendo el más dañado de ellos el izquierdo. En el decimotercer asalto, con su rival disminuido, el campeón propinó un fuerte golpe, que lanzó el protector bucal de Frazier a las filas de los espectadores. Para la decimocuarta ronda, Frazier se mostraba mermado, no oponía mayor resistencia, casi cegado. Una vez acabada la ronda, su entrenador Eddie Futch decidió que no saliera para el decimoquinto asalto, a pesar de la oposición del propio Frazier. Futch le contestó con firmeza: «Siéntate, esto se acabó, nadie olvidará lo que hiciste hoy».
Ali apenas pudo celebrar la victoria. Él mismo llegó a decir que el combate había sido lo más cercano a morir; además aseveró: «Joe Frazier,... sacó lo mejor de mí. Les digo, es un demonio de hombre, que Dios le bendiga»; y también expresó: «Joe Frazier es el mejor boxeador del mundo, después de mí». Frazier manifestaría su incredulidad ante la resistencia de Ali, al atestiguar que sus propios golpes «habían sido tan fuertes que habrían derribado las murallas de una ciudad».
La hostilidad no acabaría en el cuadrilátero, ya que Frazier guardaría resentimiento hacia Ali con el paso de los años por los insultos. Ali pediría disculpas por sus ofensas y aseveraría que todo había sido una estratagema para publicitar la pelea. La rivalidad entre ambos ha sido considerada entre las más significativas de la historia del deporte y del boxeo.

#### Peleas posteriores (1976)

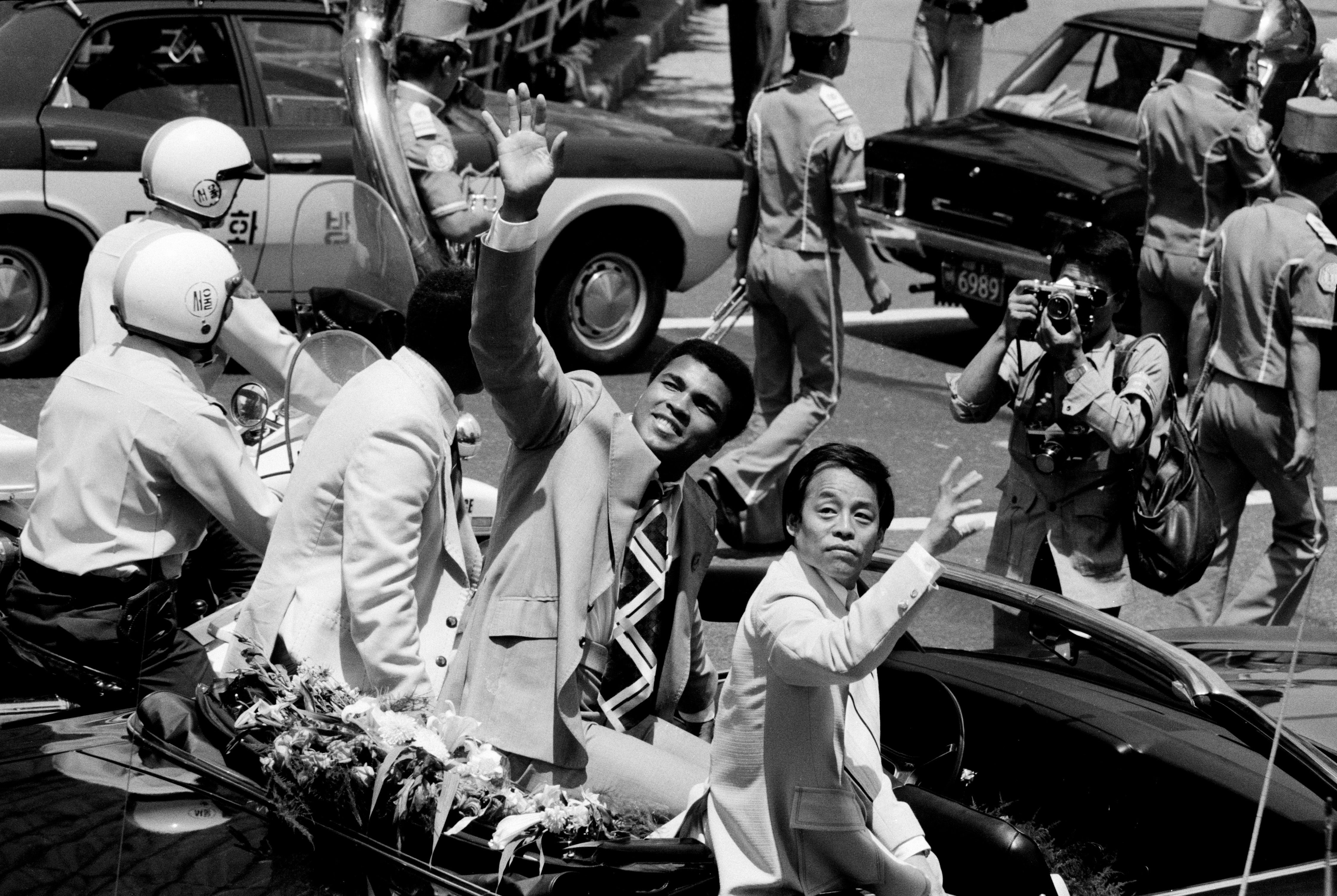
Muhammad Ali fue recibido por multitudes en Corea del Sur en 1976

El 20 de febrero de 1976, Ali enfrentó en San Juan, Puerto Rico, al belga Jean-Pierre Coopman al que derrotó por nocaut en el quinto asalto. El 30 de abril en Landover, Maryland, puso en juego sus títulos ante Jimmy Young y ganó por decisión unánime, pero en el transcurso de la pelea se mostró errático en su técnica, pues debió asumir la iniciativa del combate, a lo que no estaba acostumbrado. Alcanzó el máximo peso de su carrera hasta entonces: 230 libras. Para el 24 de mayo, se trasladó hacia Alemania donde se impuso al inglés Richard Dunn por nocaut técnico, con la peculiaridad que las entradas habían sido tan escasas que el propio Ali compró dos mil boletos del dinero que le correspondía, las cuales fueron distribuidas entre los militares estadounidenses estacionados en Alemania.
En 1976 también sucedió un particular capítulo en la carrera de Ali, al sostener su primer combate contra un oponente que no era un boxeador, sino un luchador profesional: el estadounidense Buddy Wolfe a quien batió por decisión de los jueces. Ya antes se había subido de manera intempestiva al cuadrilátero contra Gorilla Monsoon, quien lo levantó por encima de los hombros y lo arrojó a la lona en un altercado cuya autenticidad sigue debatida.

#### Ali contra Antonio Inoki
El encuentro contra Wolfe, sin embargo, había sido de preparación para enfrentar al célebre luchador profesional japonés Antonio Inoki, en un combate que sería promovido por Bob Arum y que tendría lugar el 26 de junio de 1976. En esta lucha, que hoy en día es considerada uno de los primeros ejemplos de artes marciales mixtas (MMA), se disputaría el «Campeonato Mundial de las Artes Marciales».
La raíz de este encuentro provino de una pregunta que Ali había lanzado durante una conversación con Ichiro Hatta, por entonces presidente de la Japanese Amateur Wrestling Association, sobre si no había ningún peleador oriental que se atreviese a luchar contra él. Este desafío corrió de periódico en periódico en Japón hasta ser oído por Antonio Inoki, estrella de la New Japan Pro Wrestling, quien aceptó el reto. Inoki, quien tenía entrenamiento en karate y catch wrestling y constituía un oponente peligroso a pesar de la naturaleza coreografiada de NJPW, intercambió burlas con Ali y se jactó de que este podía salir herido si no se tomaba en serio el combate. Tras una negociación, Ali aceptó combatir, y la lucha fue estipulada para el 26 de junio en el Nippon Budokan. El árbitro escogido sería Gene "Judo" LeBell, quien ya había participado en una lucha mixta similar contra el boxeador Milo Savage en 1963. Se planeó además una retransmisión del combate en más de 34 países, y en Estados Unidos, Vince McMahon Sr. vendió todas las entradas del Shea Stadium para una proyección en directo.
Existe controversia sobre el inusual reglamento de este combate, cuyas limitaciones se tornarían críticas al final de la noche. Según el periodista boxístico Jim Murphy, la lucha estaba planeada como un combate coreografiado al uso de los de la lucha libre profesional. Su final consistiría en que Ali lograría noquear limpiamente a Inoki, pero golpeando también al árbitro por accidente en el proceso, lo que permitiría al japonés recuperarse y noquear por la espalda a Ali con una patada a la cabeza, consiguiendo así la victoria con el ya consciente árbitro. Sin embargo, a pesar de que este final habría sido concebido para permitir a ambos terminar el encuentro sin ver perjudicadas sus respectivas reputaciones, Ali no habría estado de acuerdo con tener que perder y habría exigido que el combate fuera hecho real, imponiendo una serie de reglas especiales para volver más justa la contienda. Por otra parte, según el propio Inoki en una entrevista años después, la lucha estaba planeada desde siempre como un combate real, pero Ali no se percataría de esto hasta presenciar un brutal entrenamiento de llaves en el dōjō de Inoki poco antes del combate, y por ello exigiría las reglas que se adoptaron para la pelea. Una versión adicional es dada en la autobiografía del luchador profesional Bret Hart, entonces bajo contrato de NJPW, el cual afirma que los miembros de la Nación del Islam que acompañaban a Ali amenazaron a Inoki con asesinarle si ponía un solo dedo sobre el estadounidense. Por ello, Inoki se habría autoimpuesto las reglas consecuentes a fin de sortear esta prohibición.
Sea como fuere, dicho reglamento consistió en que Inoki no podría ejecutar derribos, llaves ni proyecciones sobre Ali, ni golpearle en el suelo, ni usar puñetazos, patadas a la cabeza o al cuerpo, o patadas a cualquier otro lugar no ser que tuviera una rodilla en contacto con la lona. En contraste, Ali podría usar todas sus técnicas de boxeo y cualquier otro agarre o movimiento que se terciara. En palabras del experto en artes marciales Donn Draeger, esto limitaba las opciones del japonés de una manera abusiva, equiparándose a una situación en la que a un boxeador no se le permitiera ni siquiera usar jabs. Sin embargo, Inoki y su equipo no podían negarse ni negociar estas restricciones, ya que dependían del consentimiento de Ali y su séquito para que el combate pudiera tener lugar. Ali también exigió que estas reglas se mantuvieran en secreto.
Lo que se suponía un espectáculo entretenido terminó siendo una decepción para los asistentes. A causa de la limitaciones que le imponía el reglamento, Inoki recurrió a su única estrategia viable y se pasó la mayor parte del combate yaciendo de espaldas en la lona y lanzando patadas de abajo arriba a las piernas de Ali. A su vez, el boxeador trataba de ponerse fuera de su alcance y gritaba desafiante en un intento de forzar a Inoki a luchar en pie, llegando a subirse a las cuerdas del cuadrilátero para evadir las continuas patadas de Antonio. En la sexta ronda, el boxeador intentó asir la bota izquierda de Inoki, pero este aprovechó para ejecutar un barrido y hacerle caer a la lona. Aprovechando la oportunidad, el luchador se montó sobre Ali y le dio un codazo en el rostro, pero esto constituía un acto ilegal y no le supuso otra cosa que una penalización por parte del árbitro. No fue hasta la séptima ronda que Ali lanzó su primer puñetazo, tirando apenas una media docena de ellos a lo largo de los quince asaltos, en contraste con las 64 patadas que el japonés acertó sobre sus piernas. Al final, los jueces del combate sentenciaron un empate, y el público, desconocedor de las restrictivas normas del combate, abucheó y arrojó desperdicios al cuadrilátero. Las ganancias para ambos fueron lo único sobresaliente: seis millones de dólares para el boxeador y cuatro millones para el luchador. Sin embargo, las lesiones en las piernas de Ali fueron tan graves que terminó en un hospital; Ferdie Pacheco, médico del boxeador desde sus inicios hasta antes de la pelea contra Spinks, temió una infección de graves consecuencias, llegó a plantearse la amputación.

#### Ali contra Ken Norton III y peleas posteriores (1977)

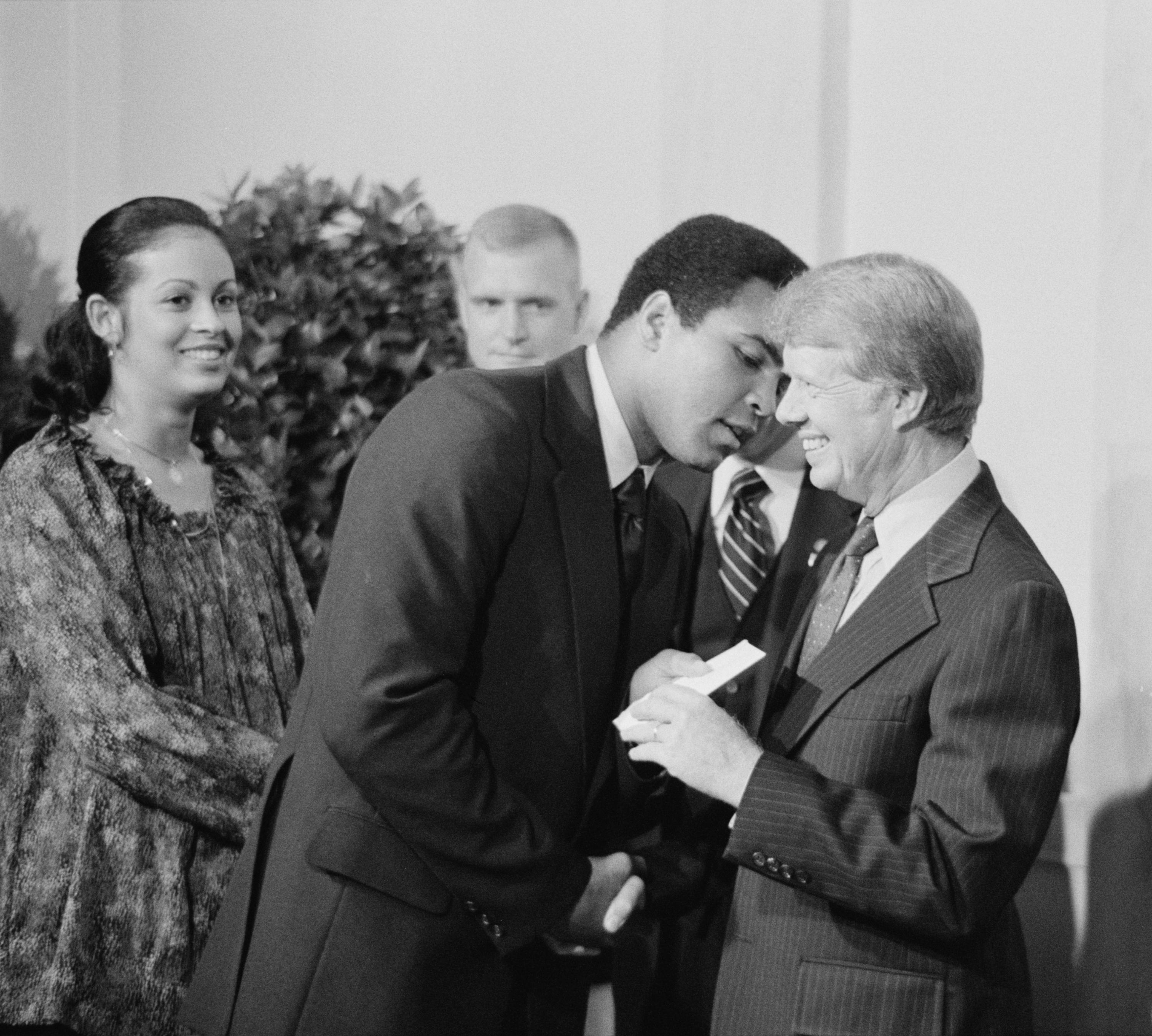
El presidente Jimmy Carter saluda a Muhammad Ali en una cena en la Casa Blanca en 1977

El 28 de septiembre de 1976, se llevó a cabo el tercer enfrentamiento entre Muhammad Ali y Ken Norton, que tuvo como escenario el Yankee Stadium en medio de un ambiente de inseguridad pública, ya que la policía de Nueva York se encontraba en huelga. Otra vez Norton se mostró como uno de los rivales más complicados: aunque ganaría por decisión unánime, el campeón —resentido aún de los golpes recibidos de Inoki—  se encontraba en desventaja en las tarjetas de los jueces para el décimo asalto, y se hizo acreedor del abucheo del público en la sexta ronda al mantenerse en una posición defensiva. La undécima ronda fue clave para Ali, al imponerse sobre Norton con golpes directos de derecha. Pese a todo, la decisión de los jueces dejó satisfecho a pocos y, finalizada la pelea, el campeón dejó entrever la posibilidad de su retiro del boxeo profesional.
En 1977, realizó su novena defensa de su segundo reinado en los pesos pesados contra el joven hispano-uruguayo de 21 años, Alfredo Evangelista, en Landover, Maryland, el 16 de mayo y en la que triunfó por decisión unánime. El 29 de septiembre se enfrentó al corpulento Ernie Shavers y se adjudicó otra victoria por decisión unánime, aunque se llevó más de un fuerte golpe en su mandíbula. A pesar del éxito en teleaudiencia, Ali comenzó a dar indicios de su declive; aparte de que empezó a generar incertidumbre por su estado físico; para el caso, Teddy Brenner, presidente del Madison Square Garden donde se desarrolló el evento, sostuvo que Ali no sostendría allí ninguna pelea en el futuro. El pugilista había expresado estas palabras en 1976, durante una entrevista con la CBS: «El boxeo es muy peligroso. El cerebro es muy delicado. He tenido fracturada mi mandíbula y la sensibilidad de un nervio había permanecido nula por dos años. Me dañaron un tímpano en Manila cuando entrenaba para la pelea contra Frazier, y me lo volvieron a dañar. A cualquiera le recomendaría que no practicase el boxeo si están recibiendo mucho castigo...».

#### Muhammad Ali contra Leon Spinks I
El siguiente encuentro boxístico de Ali fue programado para el 15 de febrero de 1978 en Las Vegas. El contendiente sería Leon Spinks, un joven pugilista que apenas tenía siete peleas profesionales, pero ostentaba una medalla de oro en el peso semipesado en los Juegos Olímpicos de Montreal. Pese a ello, Ali no tomó en serio al retador, y tampoco lo hacían la mayoría de opiniones. De hecho, se dice que un ejecutivo de la cadena CBS le recomendó al campeón alargar la pelea lo suficiente, para que alcanzara la hora de mayor audiencia.
Se dice que el plan de Ali era dejar que Spinks tomase la iniciativa, hasta que le llegara el cansancio. Pero las cosas resultaron muy diferentes. A través de los quince asaltos, fue Spinks quien le presionó, mientras el público —que apenas rondaba los siete mil asistentes— se volcó a su favor con gritos y aplausos. El apoyo aumentó cuando el joven Spinks estuvo cerca de tumbar al campeón.
Terminado el combate, las tarjetas de los jueces fueron a favor de Spinks por decisión dividida (145-140, 144-141, 142-143), por lo que Ali perdió por tercera ocasión en su carrera profesional y por segunda vez el título de campeón indiscutido. Todo eso pasó ante un retador que tenía apenas 31 asaltos de experiencia antes del encuentro. El resultado es considerado uno de los más sorpresivos en la historia del boxeo profesional.

#### Ali contra Leon Spinks II
Meses después de la derrota, Ali obtuvo la revancha para el 15 de septiembre de 1978, en la que buscaría convertirse en el primer boxeador de los pesos pesados en ostentar un título mundial en tres ocasiones. Sin embargo, Spinks sólo retendría el título de la AMB, y no así el del CMB que le había sido despojado, pues el organismo requería que enfrentase a Ken Norton a quien consideraban como el primer retador.
En esta oportunidad, Ali entrenó de forma debida y se mostró en mejor estado físico. Por el contrario, Spinks no parecía estar a la altura: pocas semanas después de ganar el título fue arrestado por posesión de marihuana y cocaína y, según Bob Arum, tres días antes de la pelea se encontraba borracho.
El evento tuvo lugar en el Superdome de Nueva Orleans ante 63 350 espectadores, una cantidad muy superior al primer encuentro. Desde el comienzo del combate quedó patente la superioridad de Ali, quien impuso sus jabs y logró sujetar en forma constante a un lerdo Spinks que no mostró el mismo ímpetu de cuando había ganado la corona. Al final, los jueces le adjudicaron cuatro asaltos de los quince del combate, por lo que Ali, con treinta y seis años cumplidos, ganó por tercera ocasión el campeonato lineal de los pesos pesados, y por cuarta ocasión un cetro mundial de los pesos pesados (AMB).

#### Ali anuncia su retiro

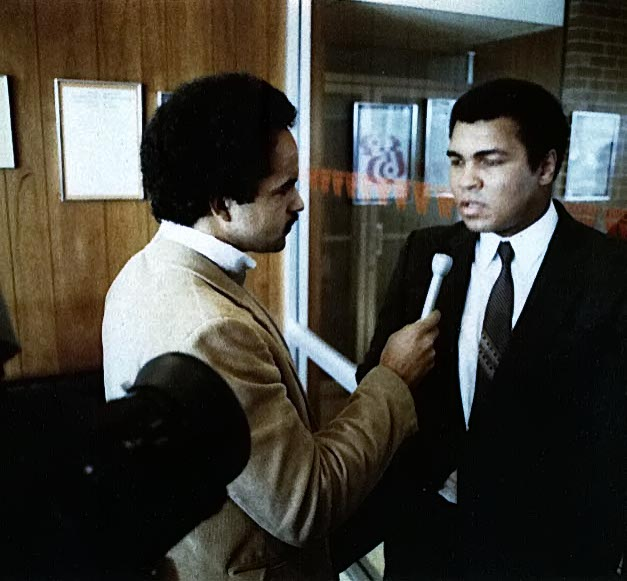
Ali siendo entrevistado por Curt Anderson en 1978 en Baltimore, Maryland

Se sabe que Ali realizaba un usual entrenamiento extremo. Por ejemplo, dejaba que el sparring le propinara fuertes golpes al cuerpo, para —según él— fortalecer su resistencia. De acuerdo con Ferdie Pacheco dicha preparación era «antinatural». Tras la última disputa contra Norton, Pacheco recomendó al campeón retirarse, pero sus palabras no fueron atendidas. Él mismo dio a conocer el mermado estado físico del pugilista en los momentos previos al combate contra Spinks: aseveró que sus reflejos no eran los mismos, que era obvio que sus oponentes le pegaban con más facilidad, y que su conversación se había tornado lenta, síntomas de una lesión cerebral.
Sin embargo, el 26 de junio de 1979 en la ciudad de Los Ángeles, nueve meses después del último encuentro contra Spinks y mientras actuaba en la miniserie Freedom Road, Ali dio a conocer que había enviado una carta a la Asociación Mundial de Boxeo en la que renunciaba a su título mundial, y anunció su retiro del boxeo, puesto que no deseaba seguir extenuándose para pelear quince asaltos: «Estoy exhausto, no tengo nada que probar...creo que es lo mejor, retirarme como campeón... como el “más grande”. Creo que esto significa mucho para los afroamericanos, y para la historia».

#### Ali contra Larry Holmes
En marzo de 1980, Ali cambió de opinión. Con 38 años y 120,6 kilos, anunció su retorno; declaró que esperaba de sus representantes el arreglo de un combate ante el campeón de la AMB, John Tate. Sin embargo, los planes se truncaron cuando Tate perdió su título por nocaut ante Mike Weaver el 31 de marzo.
Pese a la contrariedad, el promotor Don King le ofreció la organización de una pelea ante el monarca del CMB, Larry Holmes, en la que ganaría unos ocho millones de dólares. Para nadie era un secreto que el excampeón necesitaba dinero, mucho de su patrimonio lo había gastado en malas inversiones o había sido estafado por sus allegados. Para presentarse al combate, Ali debía someterse a exámenes físicos de rutina, pero los resultados fueron sorprendentes, puesto que no logró superar pruebas básicas como tocarse la punta de su nariz con su dedo. Pese al resultado, la licencia para la pelea le fue otorgada.

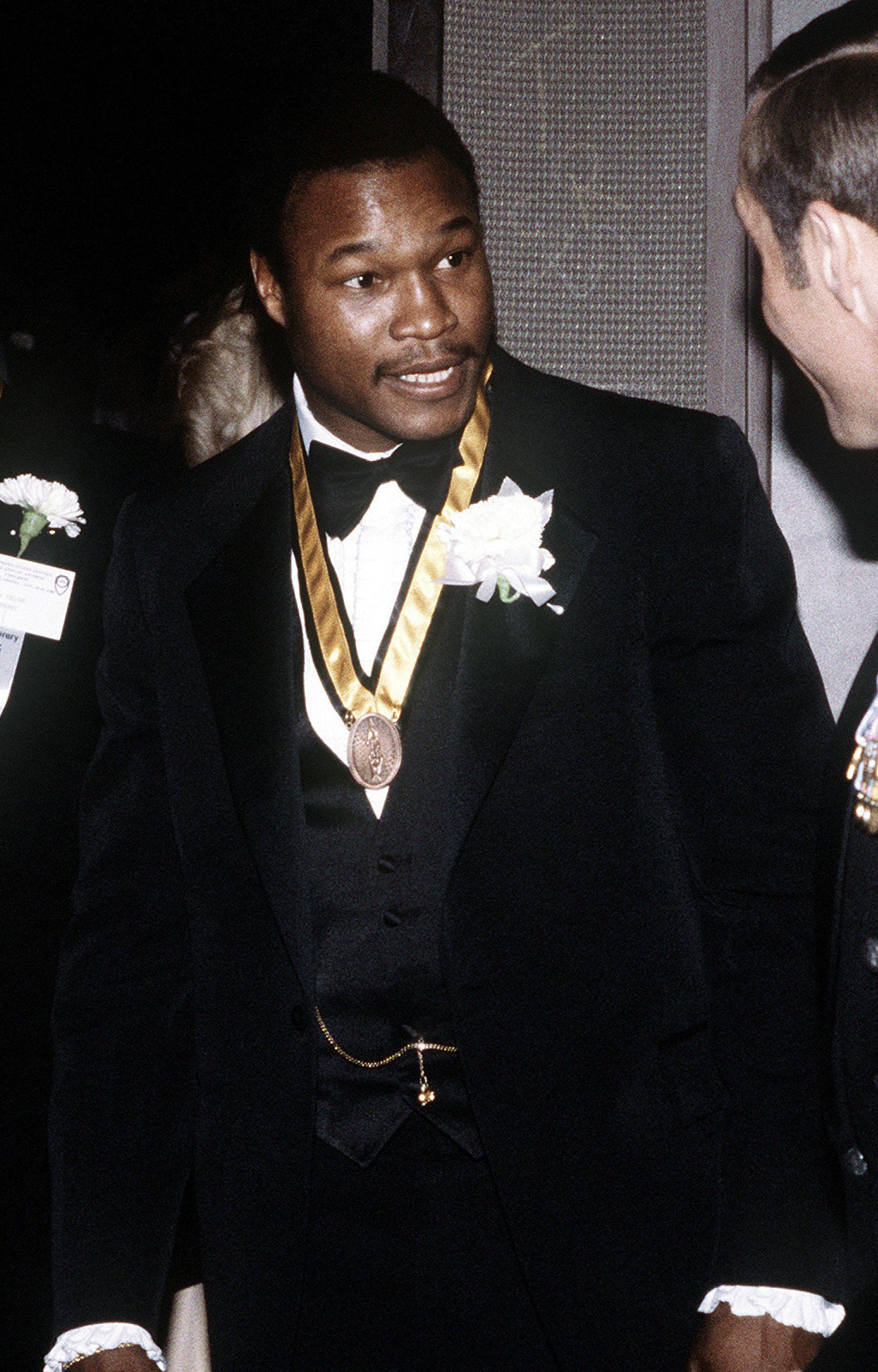
Larry Holmes

El rival en turno, Larry Holmes, había sido su sparring entre 1973 y 1975, y había defendido su título en siete ocasiones, todas ganadas por nocaut, por lo que era un difícil contrincante. El evento tuvo lugar en una improvisada arena que se erigió en el aparcamiento del Caesars Palace de Las Vegas. Ali se subió al ring con 98,4 kilogramos, el menor peso con el que se presentó a una pelea desde la presentación contra Foreman. Pese a que se mostró desafiante, en el curso de contienda se develó su estado fuera de ritmo, y una escasa ofensiva que no podía contrarrestar la absoluta superioridad de Holmes. En ocasiones parecía recurrir a la táctica del rope-a-dope, pero la realidad era que su estado físico y psicológico no lograba soportar el inclemente ataque del campeón. Ante el castigo que sufría su pupilo, Dundee decidió parar el combate tras el décimo asalto. En vista del patético espectáculo, el doctor Pacheco declaró que todos los involucrados deberían haber sido arrestados, ya que la pelea había sido «deplorable, un crimen».

#### Ali contra Trevor Berbick
Pese a la humillante derrota, Ali volvería al cuadrilátero el 11 de diciembre de 1981. Él mismo desmintió que lo hiciera por problemas económicos o para revivir viejos días de gloria, pues lo único que deseaba era un cuarto título mundial. Sin embargo, el combate no se realizaría en los Estados Unidos, donde no recibió apoyo, debido a que las comisiones estatales de boxeo no deseaban responsabilizarse de cualquier consecuencia generada por el gastado estado físico del excampeón. El sitio elegido fue Nasáu, Bahamas, y para despejar las dudas sobre su notable lentitud al hablar, que para algunos eran síntomas de daño cerebral, se realizó un examen médico en diciembre de 1980 en el que se estableció que gozaba de buena salud.
El rival de turno era Trevor Berbick de 27 años, quien había sido derrotado por Larry Holmes en abril por el título mundial. El evento tuvo una organización precaria, y el mismo Berbick amenazó con no presentarse si no le era garantizado su dinero, que eran 250 mil dólares. Ya en el combate, Ali empezó demostrando agilidad, pero desde el tercer asalto el cansancio se dejó notar. Aunque la quinta y sexta ronda parecían a su favor, la fortaleza de los golpes no hacían mella en el joven Berbick. En los últimos tres asaltos de los diez pactados, su ímpetu comenzó a decaer, mientras que el de Berbick iba en alza. Finalizado el encuentro, las tarjetas fueron a favor de Berbick: dos de ellas mostraban 99-94, y una 97-94. Tras el final, Berbick se acercó al excampeón y le dijo unas sentidas palabras: «Fuiste mi inspiración desde que era un niño. Voy a ganar el título por ti. Te quiero mucho». Ali, a pocas semanas de cumplir años, aseveró: «Estaba fuera de ritmo, los reflejos desaparecieron... ahora puedo decir que tengo cuarenta años». El día siguiente Ali anunció su retiro definitivo del boxeo, y expresó que deseaba convertirse en un predicador del islamismo.

### Récord profesional
El récord de Ali como boxeador profesional terminó en 56 victorias, 37 de ellas por nocaut y 19 por decisión; mientras que acumuló cinco derrotas, cuatro de ellas por decisión y una por abandono. Durante su carrera fue reconocido por la revista The Ring como el campeón indiscutido de los pesos pesados entre los años 1964, 1967 y 1974-1978, y campeón lineal de los pesos pesados entre los años 1964-1967, 1974-1978 y 1978-1980. Además, seis de sus combates fueron considerados como los mejores del año por ese medio de comunicación: en 1963 contra Doug Jones; en 1964 contra Sonny Liston; en 1971 contra Joe Frazier; en 1974 contra George Foreman; en 1975 contra Joe Frazier; y 1978 contra Leon Spinks.

#### Ali y Teófilo Stevenson
En los Juegos Olímpicos de Múnich 1972, descolló la figura del cubano Teófilo Stevenson quien ganó la medalla de oro de los pesos pesados en el boxeo. Su carisma y gallardía, pero sobre todo sus facultades boxísticas —entre ellas rapidez de pies y manos y un poderoso golpe de derecha—  le hicieron objeto de ofertas de los promotores de boxeo, sobre todo de Don King y Bob Arum, para que se convirtiera en un profesional y así organizar un eventual combate por el título mundial ante Joe Frazier, quien era el indiscutido monarca del CMB y la AMB en ese momento.
La propuesta económica fue de un millón de dólares y ascendería hasta cinco millones en 1978 para enfrentarse a Ali. Años antes la oferta había sido de dos millones, y Ali opinaba que era un «bobo» por no haber aceptado. La eventual pelea tendría además el marco de la Guerra Fría, ya que ambos representarían a los sistemas políticos en pugna de ese tiempo. Pero Stevenson nunca aceptó las propuestas, y prefirió permanecer en su país alejado del tentador mundo del profesionalismo. A lo largo de su carrera ganaría los títulos olímpicos de 1976 y 1980, así como tres títulos mundiales amateur (1974, 1978 y 1986). Terminadas sus carreras en el boxeo, Ali visitó Cuba al menos en dos ocasiones, en las que sostuvo encuentros fraternales con Stevenson.

## Religión y racismo

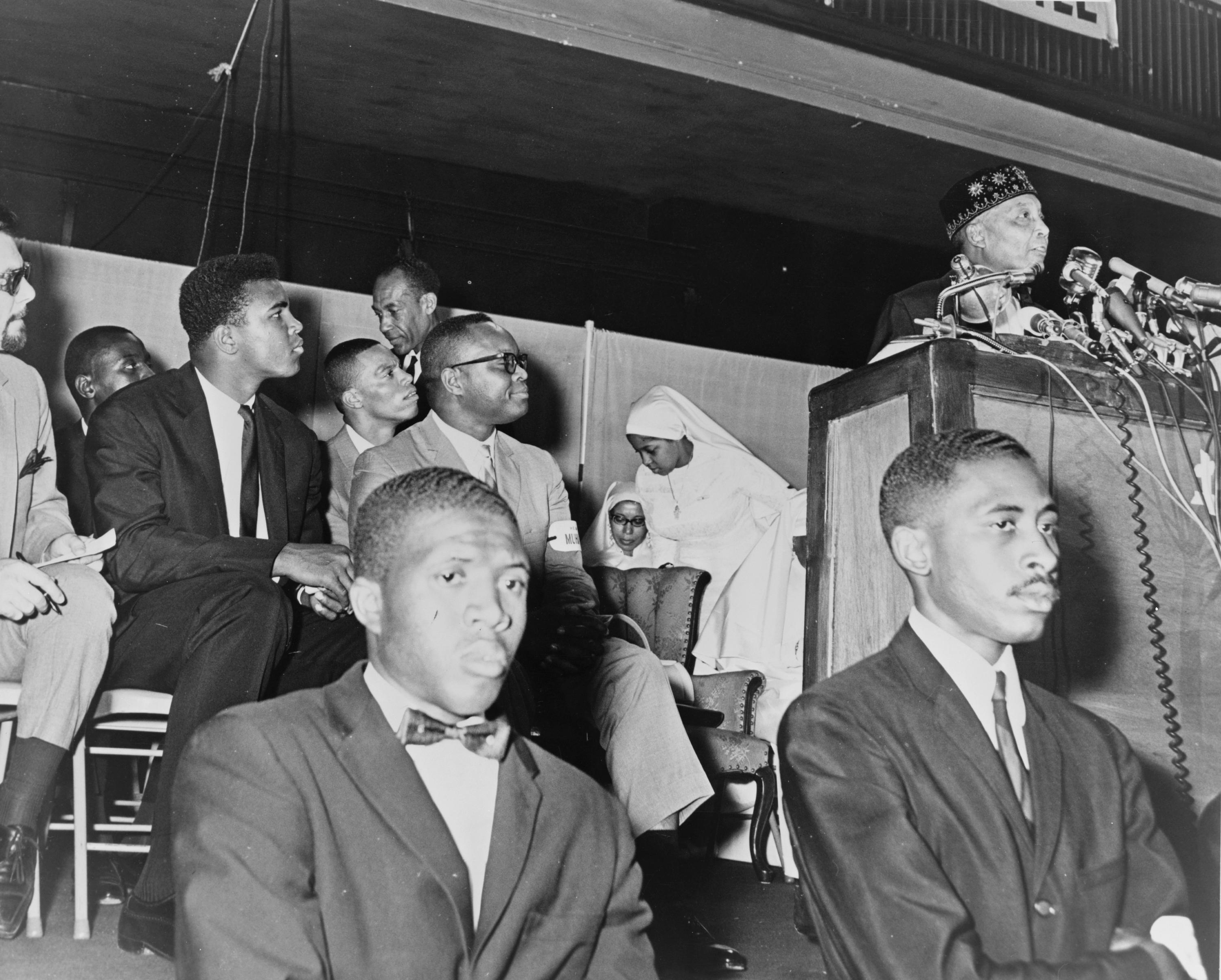
Muhammad Ali (segunda fila, segundo de izquierda a derecha) observa un discurso de Elijah Muhammad

Durante los años 1960 y 1970, Ali gozaba de una gran popularidad mundial, en especial en aquellos países que tenían población donde predominaba el islam, y en el llamado «Tercer Mundo». Esto se debía a que la demostración de su orgullo por ser afrodescendiente y la extraordinaria fe en sí mismo, encontraba eco en los que se creían discriminados sea por el color de su piel o su lugar de origen.
Para dicha notoriedad, fue fundamental su vínculo con la Nación del Islam. El acercamiento con esa organización se había iniciado en 1959, pero en 1961 inició su conversión. Para tomar esta decisión, fue determinante su amistad con Malcolm X, quien le brindó su apoyo antes de la importante pelea contra Sonny Liston. Malcolm X tenía sus razones: creía que una victoria de Ali probaría la «superioridad» del Islam en el mundo, puesto que el encuentro era en realidad una especie de «cruzada» que enfrentaba a musulmanes y cristianos, en la que su oponente representaba a los «infieles». Malcolm X era de las pocas personalidades cercanas al joven boxeador que se mostraban seguros de su victoria sobre el intimidante Liston. En aquel tiempo, Malcolm X había sido suspendido de la Nación del Islam debido a unos comentarios inadecuados sobre el asesinato de John F. Kennedy. Muchos años después, Ali lamentaría haberse separado de este líder religioso, de quien ha dicho que fue «el primero en descubrir la verdad, que el color no hace de un hombre un demonio».
Por el contrario, Ali no contaba con el apoyo del líder de la Nación del Islam, Elijah Muhammad, quien trataba de impedir que Malcolm X se asociara con el inquieto peleador, pues era de la opinión que si era derrotado por Liston, podría representar un daño para la comunidad musulmana, y se dice que tampoco se mostró muy entusiasmado cuando el boxeador anunció su ingreso a la organización. Esta desconfianza se debía a que Elijah Muhammad pensaba que el deporte y las apuestas eran perjudiciales para los afroamericanos. Pero la situación cambió después de los dos combates contra Liston. Ali, cuyo atractivo era imposible de ignorar, ya se había alejado de Malcolm X por instrucciones de Elijah y, tras la segunda pelea contra Liston, terminó por someterse a la voluntad de la organización que también empezó a dirigir su carrera: Herbert Muhammad se convirtió en su mánager y fundó Main Bout Inc. como compañía promotora de su carrera, aunque la Nación del Islam afirmaba que no estaba ligada a los negocios del flamante boxeador.
Para Ali, las consecuencias de su incorporación a la Nación del Islam fueron trascendentales. Tras el primer encuentro contra Liston, la declaración de su afiliación a la Nación implicó el rechazo tanto del cristianismo, religión predominante en el país, como del Integracionismo, en el que líderes como Martin Luther King creían. Dicha situación lo ponía en contra de los liberales, tanto blancos como afroamericanos. Pese a todo, con el paso del tiempo se convirtió en un ejemplo de orgullo para muchos afroamericanos, por su lucha por los derechos civiles. El mismo Elijah Muhammad terminó por considerar toda crítica al campeón como una persecución religiosa al islam; y también la organización empezó a respaldar sus obras caritativas y las opiniones que emitía sobre política, discriminación racial y religión. Además, como representante de Elijah Muhammad, y en el contexto de las guerras anticoloniales en África, en 1964 realizó un viaje que inició en Ghana y terminó en Egipto y en el que fue recibido por multitudes. En ese recorrido aprovechó la oportunidad para expresar su deseo de defender su título mundial en ese continente. Se dice que fue en ese viaje cuando el peleador entendió el verdadero alcance de su fama y el impacto que causaba entre los más desfavorecidos.
Con todo, la relación entre Muhammad Ali y Elijah Muhammad se deterioró, cuando en 1969 —mientras se encontraba suspendido— el boxeador expresó en una entrevista con Howard Cosell que retornaría al cuadrilátero «para hacer dinero». La declaración tuvo como resultado que Elijah Muhammad le suspendiera de la Nación, debido a que había puesto su esperanza y confianza «en el enemigo de Alá, para su propia supervivencia». La sanción pudo tener como trasfondo la lucha de poder entre la figura joven y atractiva, y el avejentado líder de la organización.
Pese a todo, Muhammad Ali continuó consolidándose como una figura de fama internacional en los años siguientes, aún sin el apoyo de la Nación del Islam. Más tarde en su vida, y alejado de la polémica con otros grupos sociales y étnicos, se adentró en el sufismo y tomó una actitud más espiritual y encauzada al altruismo. Cuando sucedieron los atentados del 11 de septiembre de 2001, subrayó que el islam era una religión de paz, y participó en una recaudación de dinero para las víctimas del acto terrorista.

### Prejuicios raciales en el boxeo

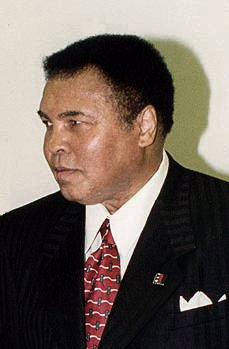
Muhammad Ali en 2004

En la década de los años 1960, existían dos estereotipos en los boxeadores afroamericanos en los Estados Unidos: uno era el Bad Nigger y el otro el Uncle Tom. Aquel se caracterizaba por su conducta violenta y pasado turbulento, mientras que el otro respetaba el establishment, por lo que era apoyado por los mandamases blancos. En cualquier caso, el afrodescendiente que cumplía esos arquetipos y alcanzaba el éxito en el boxeo era considerado un «modelo» porque lo había conseguido dentro de los esquemas sociales tradicionales. En aquel tiempo, dos boxeadores que se consideraban modelos de ese estereotipo eran Sonny Liston y Floyd Patterson.
Por el contrario, Muhammad Ali, tras la pelea contra Liston y su consiguiente aceptación del Islam, se declaró independiente de cualquier opinión preconcebida del público, por lo que derrumbó aquellos estereotipos, una conducta inédita para un afrodescendiente. Al parecer, no deseaba enfrentarse a los pregoneros de la supremacía blanca, pero lo que ocurrió fue todo lo contrario, ya que se convirtió en un símbolo de resistencia del afrodescendiente contra el racismo. Pero eso no quería decir que contaba con el apoyo mayoritario de la población afrodescendiente, ya que personajes como Joe Louis creían que lo que los musulmanes predicaban era contrario a los valores tradicionales estadounidenses, y contradecía la norma por la que los mejores afroamericanos eran aquellos que se mostraban leales a su país.
No obstante, cuando retornó al boxeo tras la suspensión, y ya con la agitación política de los años 1960 disminuida, el afrodescendiente era visto como una figura respetada en el mundo del deporte, y gran parte de ese logro se debió a Muhammad Ali. Su figura terminó trascendiendo cualquier tipo de prejuicio, en especial después de su victoria ante George Foreman, puesto que la había conseguido contra todos los pronósticos, por lo que se ganó el respeto de los medios y acabó siendo aceptado por el establishment.

## Política y activismo social

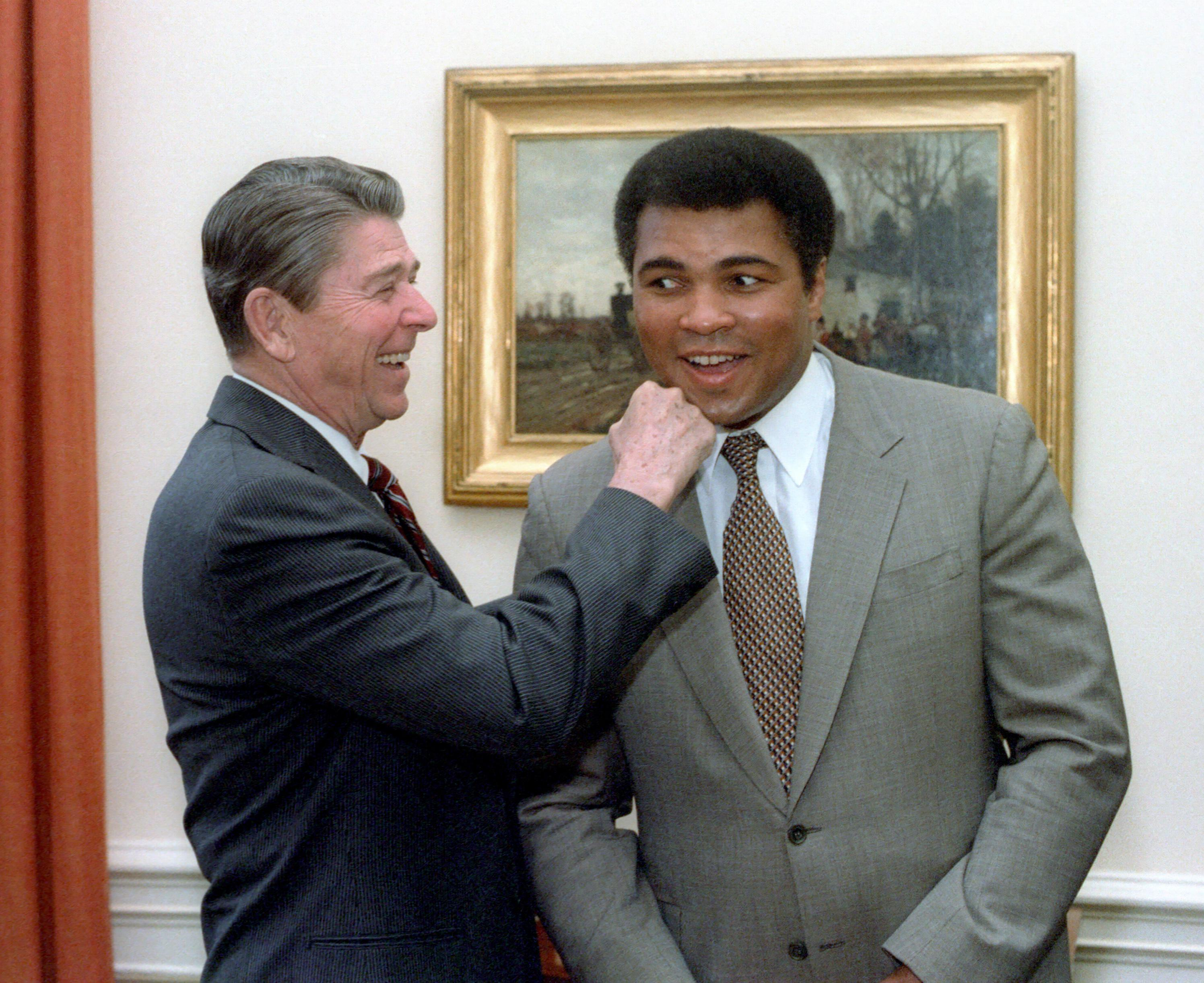
Muhammad Ali junto al presidente Ronald Reagan

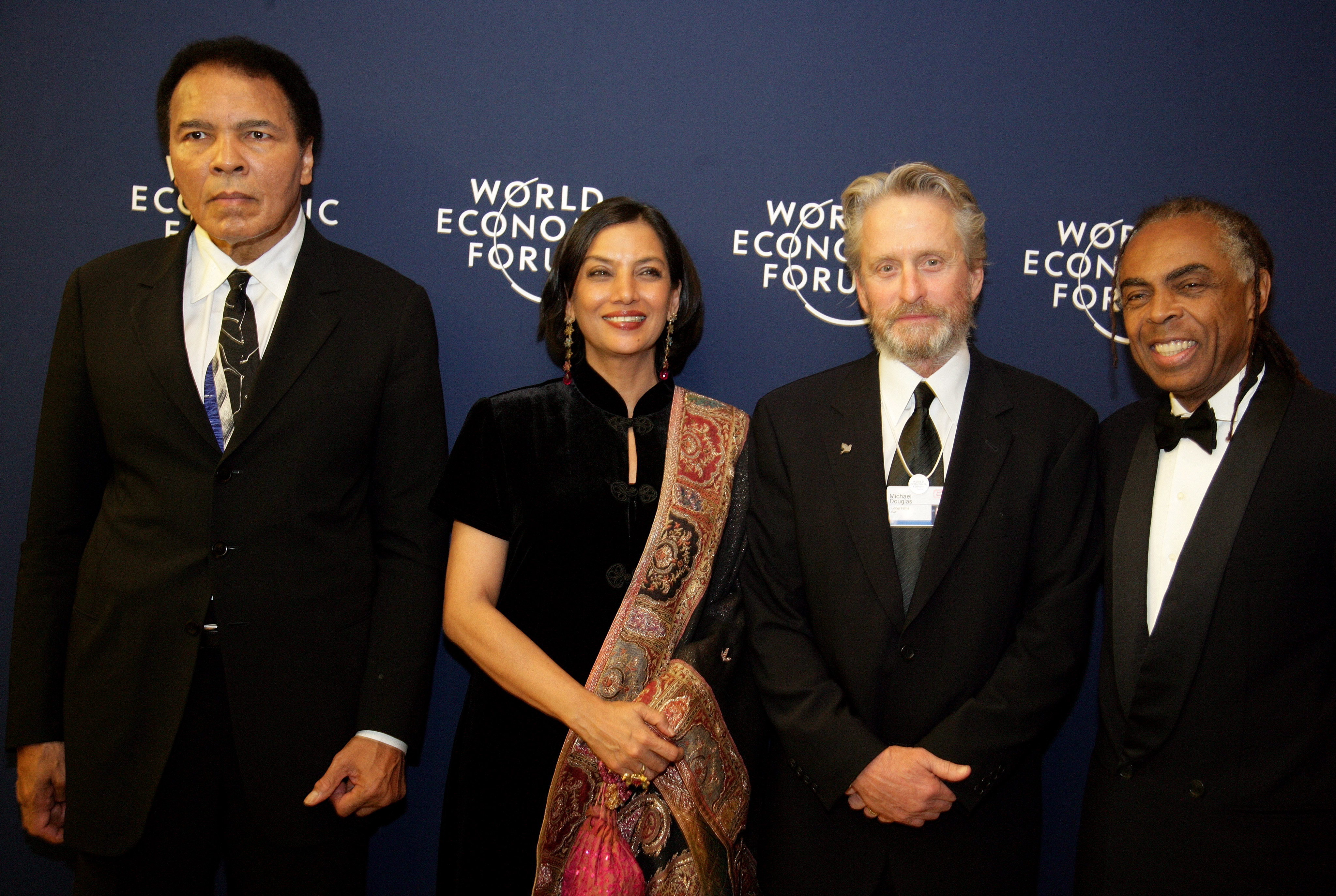
Muhammad Ali en el Foro Económico Mundial de 2007 junto a Shabana Azmi, Michael Douglas y Gilberto Gil.

Cuando Ali ganó la medalla olímpica en Roma, se mostraba orgulloso de los Estados Unidos. Por ejemplo, ante la pregunta de un reportero soviético de si había sido víctima de los problemas raciales, el joven boxeador lo admitió, pero dejó en claro: «Entiéndalo: es todavía el mejor país del mundo». Expresó esa opinión a pesar de provenir de una sociedad segregada, donde le inculcaron que la gente de piel blanca era «superior». En su juventud evadía involucrarse en las protestas contra la segregación.
La imagen de Ali con el gobierno y la sociedad estadounidense tuvo un giro radical en 1966, cuando ostentaba el título de campeón mundial, mientras tenía lugar la guerra de Vietnam. Ese año, una resolución de las fuerzas armadas lo calificó como apto para el servicio militar, puesto que en 1964 había sido incapacitado por haber fallado un examen de cociente intelectual. Tras enterarse, Ali se negó al reclutamiento, alegando objeción de conciencia y su adhesión a los principios de la Nación del Islam. Por si fuera poco, pronunció una frase memorable: «Pregunten todo lo quieran sobre la guerra de Vietnam, siempre tendré esta canción: “No tengo problemas con los Viet Cong… porque ningún Viet Cong me ha llamado nigger”».
A partir de entonces, se inició una tensa relación entre Ali y el gobierno estadounidense. Hasta entonces ninguna personalidad se había pronunciado en contra de la guerra en Vietnam; en consecuencia, debió afrontar críticas que lo tildaban desde cobarde hasta traidor. A pesar de que el gobierno aseveraba que no sería expuesto en combate, tal como había sucedido con Joe Louis en la Segunda Guerra Mundial, él se negaba de cualquier manera, aunque se dice que valoró dicha posibilidad.
La osadía le transformó en héroe e icono del internacionalismo en lugares donde el boxeo era desconocido. Se dice que su posición precedió a la de los defensores de los derechos civiles, ya que Martin Luther King se pronunció en contra de la guerra el 4 de abril de 1967. Días después, el 28 de abril, estaba programada la cita para que Ali se presentase al centro de reclutamiento de Houston: allí, debió someterse al procedimiento legal rutinario de ponerse en pie cuando fuera llamado por su nombre, pero se negó por tres veces al requerimiento. Cuando se hizo patente que rechazaba el reclutamiento, fue amenazado con la imposición de una multa de 10 000 dólares, más una pena de prisión de cinco años. Terminada la audiencia, expresó los motivos para tomar semejante decisión en una carta y también en una entrevista con el periodista Howard Cosell. Las consecuencias de su actuación no tardaron: una hora después de evitar el reclutamiento, la Comisión Atlética de Nueva York le suspendió su licencia para boxear.
Durante el consecuente proceso legal por evadir el reclutamiento, el juez de la audiencia preliminar, Lawrence Grauman, recomendó que se le otorgase la objeción de conciencia, pero el Departamento de Justicia desestimó la resolución y exhortó a la Corte de Apelaciones de Kentucky que la petición de Ali fuera denegada. En el juicio que se llevó a cabo en junio, el jurado le declaró culpable, el juez le sentenció a cinco años de prisión y diez mil dólares de multa. Aunque fue liberado bajo fianza, su pasaporte le fue confiscado y no se le permitió pelear ni salir del país por tres años y medio.
Desde la sentencia, Ali se mantuvo dando conferencias en las escuelas en las que daba a conocer sus puntos de vista sobre diferentes tópicos, en especial sobre su oposición a la guerra en Vietnam, el orgullo de su raza y la política conservadora de la Nación del Islam. Por las conferencias ganaba dinero, pero sus opiniones —que respaldaban la causa antibélica de los años 1960— influyeron a los atletas afroamericanos que realizaron protestas antirracistas en instituciones educativas, y a los que deseaban boicotear su asistencia a los Juegos Olímpicos de México 1968. Se estima que en ese periodo perdió cuatro millones de dólares por las peleas que no disputó.
La última palabra sobre el destino de Ali quedó en manos de la Corte Suprema, que admitió el caso el 19 de abril de 1971. El 28 de junio se dio a conocer la resolución a su favor: la Corte dejó sin efecto el alistamiento por un vacío del Departamento de Justicia que no especificó la razón por la que se negaba la objeción de conciencia. Dicha sentencia se pronunció en un momento oportuno para el boxeador, pues su popularidad se había incrementado, mientras que el apoyo a la guerra en Vietnam disminuía. Le sucedió un gesto de reconciliación con las autoridades gubernamentales, ya que tras la victoria sobre Foreman el presidente Gerald Ford le invitó a la Casa Blanca.

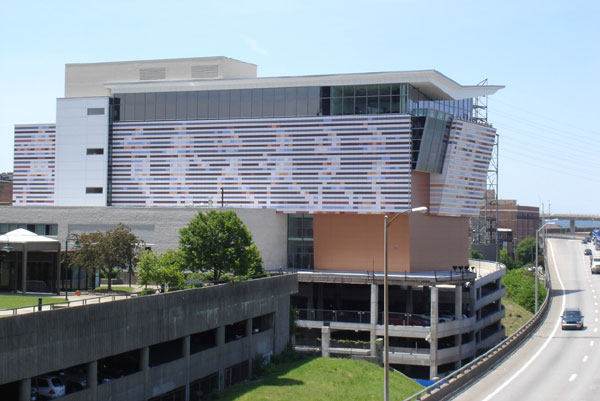
El Muhammad Ali Center, Louisville

Sin las agitaciones sociales de los años 1960 que favorecían su activismo, Ali continuó mostrando sus posturas políticas, pero en ocasiones parecían confusas. Por ejemplo, en el ocaso de su carrera, se involucró en favor de la campaña presidencial del demócrata Jimmy Carter, a quien apoyó en el boicot en los Juegos Olímpicos de Moscú, y quiso obtener el respaldo de los países africanos, pero no lo logró. Años después respaldaría al candidato republicano Ronald Reagan, pero también se le vería junto al pastor y activista de los derechos civiles, Jesse Jackson; como también visitó a Nelson Mandela recién salido de prisión. De igual manera resalta su consentimiento para desarrollar un espectáculo boxístico en países gobernados por dictadores, como Ferdinand Marcos y Mobutu Sese Seko.
Pese a todo, para Ali la política no era un asunto secundario. Fue invitado a pelear en Sudáfrica en 1978, cuando estaba vigente el apartheid: se negó a ir, pues pensaba que si el resultado le era favorable, temía represalias contra la población negra del país y, en caso de perder, que pudiera haber sido de provecho para los racistas.
Terminada su carrera, Ali realizó una incesante labor humanitaria y benéfica, incluso fuera de su país. En 1990, viajó a Irak para intervenir en la liberación de unos rehenes que tuvo un buen desenlace, algo que ya había intentado sin éxito en el Líbano en 1985. En 1998 fue designado mensajero de la paz por parte de las Naciones Unidas, que le reconocieron como «un importante agente humanitario en el mundo en desarrollo». Organizaciones promovidas por él son el Muhammad Ali Center, que fomenta los valores cívicos, y el Muhammad Ali Parkinson Center, para el tratamiento de la enfermedad de Parkinson.
Un reportero de Sports Illustrated resume la importancia del boxeo en la vida de Muhammad Ali: 

Ali entendía que para ser grande necesitaba de una fuerza exterior ... Si peleas por ti mismo, eres tú contra los demás, y esto te motiva, pero nunca será con la fortaleza que Ali tenía. Muhammad peleaba más que por él mismo. Él peleaba por Dios, su misión era muy grande. Por eso es que, en lugares como Manila, tuvo la capacidad de imponerse cuando otros hubieran caído.

## Ali en la cultura popular

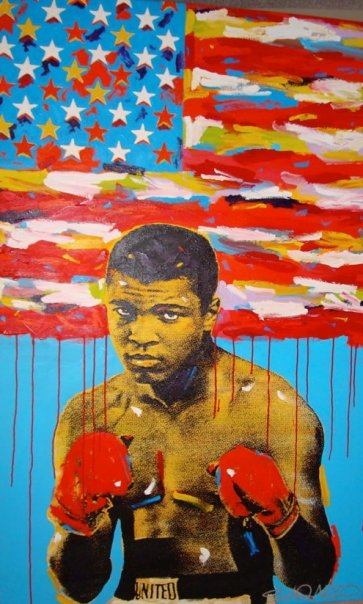
Pintura del artista pop John Stango

Tras su retiro del boxeo, Ali permaneció como una de las personalidades más reconocidas del mundo. Fue determinante que en su juventud coincidiera con otras figuras de la política, música, arte y literatura de los años 1960, y contribuyeron sus atrevidas opiniones sobre los temas más polémicos de su tiempo, como el racismo, la religión y la política. La pérdida de sus mejores años como boxeador por rechazar el ingreso a las fuerzas armadas le granjeó mucha admiración, incluso de algunos de sus detractores. Mark Kram, autor del libro Ghosts of Manila, no solo le considera un gran atleta, sino una persona de mucha inteligencia y gran convicción. Además, la enfermedad de Parkinson parece haber reforzado su prestigio; aunque quizás no fue el más querido, sí fue respetado por la manera en que la afrontó.
La influencia de Ali en la cultura popular ha permanecido a través de los años. Como eminente figura pública posee una estrella en el paseo de la fama de Hollywood;  en 1963 lanzó un álbum que contenía poemas y monólogos; parte de la extensa bibliografía sobre su vida incluye su autobiografía The Greatest: My Own Story (1978) y El alma de la mariposa (2004) escrita junto a su hija Hana; tuvo participación en el musical de Broadway Buck White de 1969; en 1970 se estrenó The Super Fight, una película en la que se mostraba una pelea simulada por computadora entre Ali y Rocky Marciano, con victoria de este último; durante los años 1970 y 1980 realizó múltiples apariciones en programas de televisión, incluido un programa de caricaturas  (Las aventuras de Muhammad Ali de 1970). En 1978 la ciudad de Louisville le honró con una de sus calles a su nombre; ha sido inspiración para canciones (I Shall Be Free No. 10, Black Superman, The World's Greatest, etc.); documentales y películas se han realizado sobre su persona en cine o televisión, entre ellas: The Big Fight: Muhammad Ali - Joe Frazier (1975), The Greatest (1977), When We Were Kings (1996), Beyond the Ropes (2008) o Ali (2001). En el mundo de las historietas, en particular llamativa fue la publicación de «Superman vs. Muhammad Ali» (DC Comics, 1978) que enfrentó a dos iconos estadounidenses y en el que era inevitable el antagonismo racial del Hombre de acero contra El más grande, pero que al final termina con un mensaje de reconciliación.
Un momento memorable de Ali fue su elección para encender el pebetero olímpico en la ceremonia de inauguración de los Juegos Olímpicos de Atlanta 1996. Ante la sorpresa del público, Ali recibió la antorcha y con su cuerpo tembloroso por la enfermedad que le ha aquejado, alzó la tea y procedió a encender un mecanismo especial que conduciría la llama al pebetero. En esos juegos la medalla olímpica que había ganado en Roma, y que había perdido, le fue reemplazada. Durante años circuló la leyenda de que había lanzado la medalla al río Ohio en protesta por no haber sido atendido en un restaurante de Kentucky debido a su color de piel.
En 1984, ya había tomado parte como portador de la antorcha en los Juegos Olímpicos de Los Ángeles; y en 2012 apareció en la ceremonia de apertura de los Juegos Olímpicos de Londres, en el momento de la entrega de la bandera olímpica.

## Vida personal

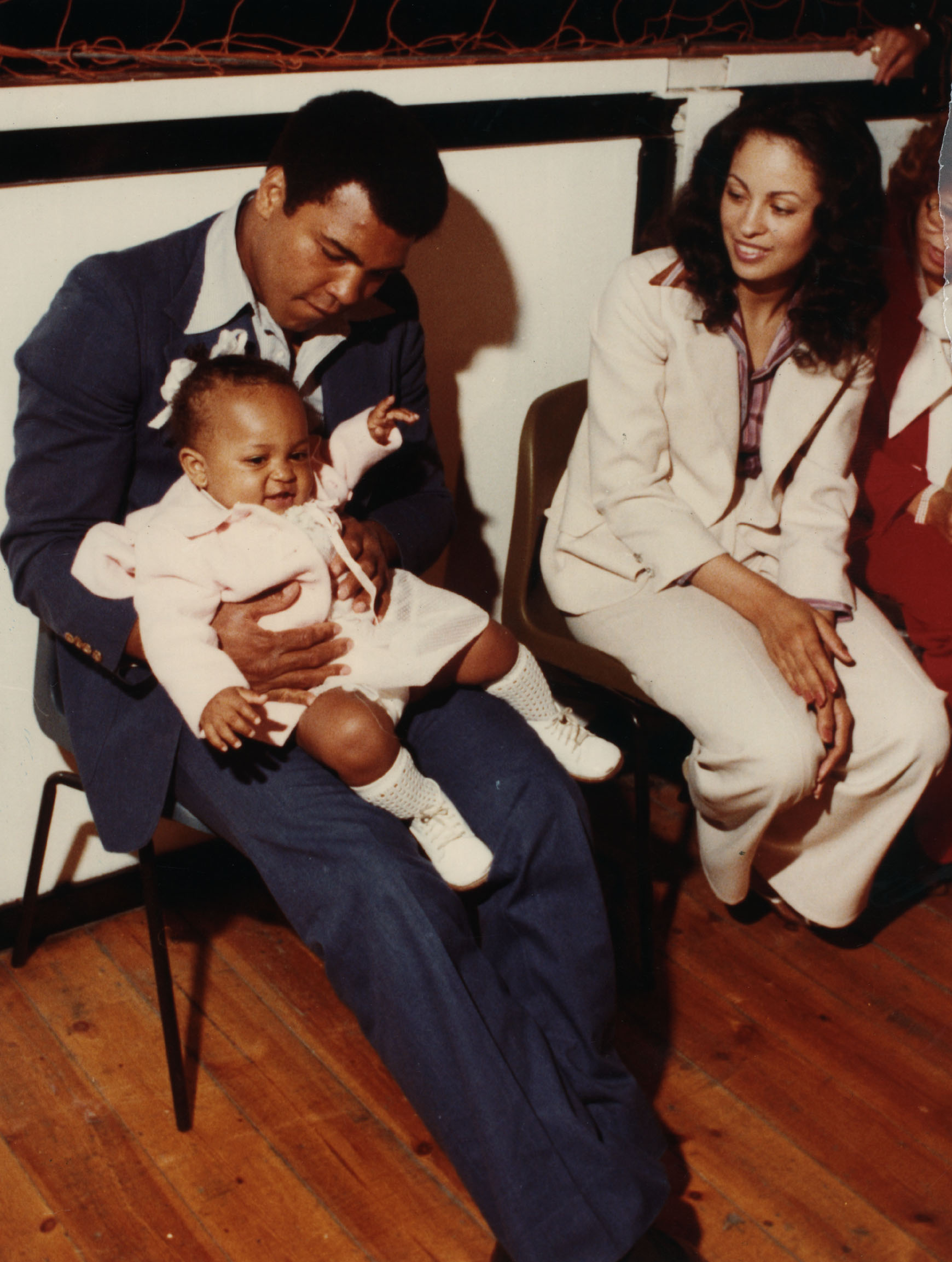
Muhammad Ali junto a su esposa Veronica Porsche en los años 1970

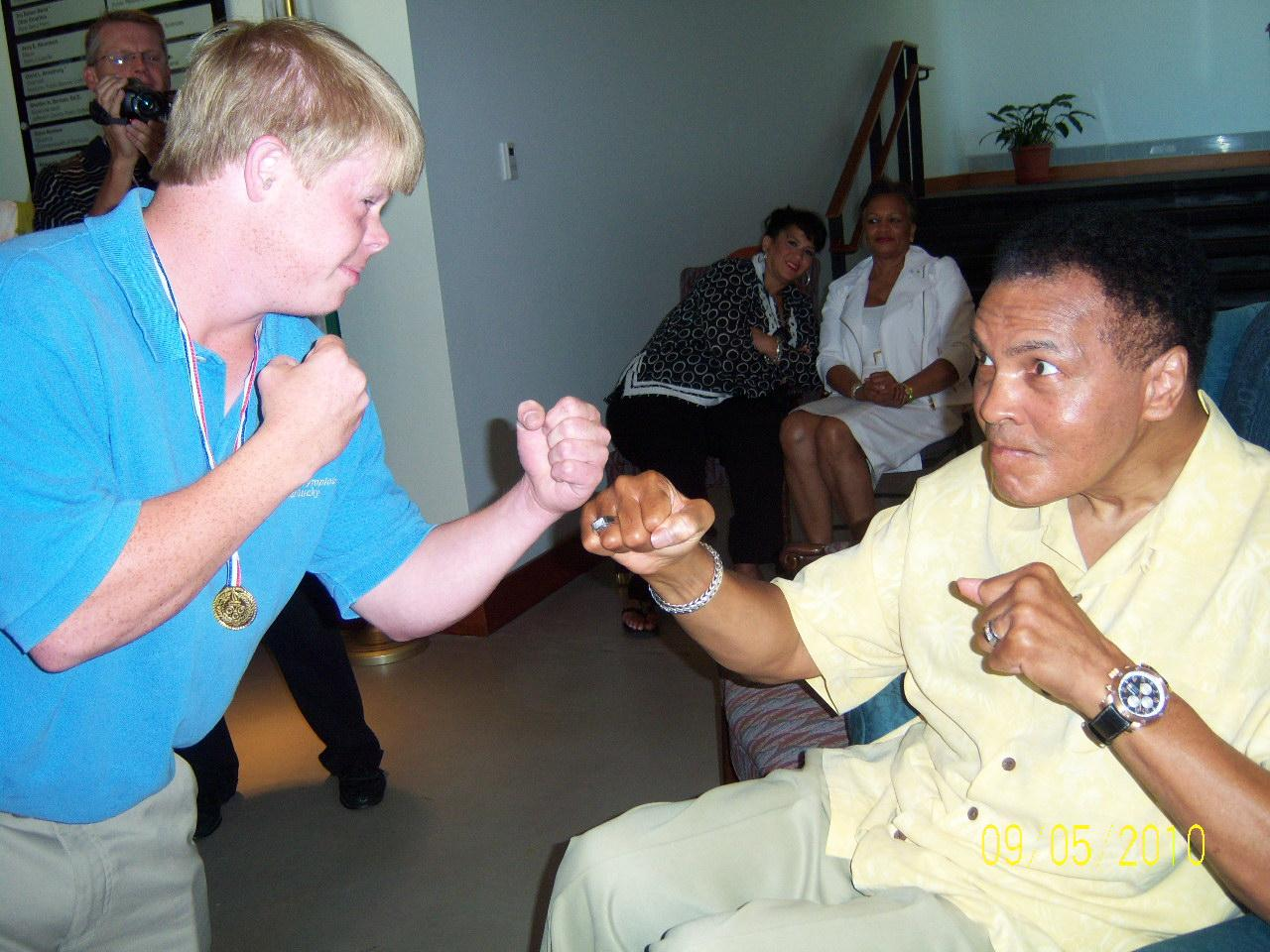
Encuentro entre un atleta paralímpico y Muhammad Ali

Ali era hijo primogénito de Cassius Marcellus Clay Sr. (1912-1990) y Odessa Grady (1917-1994). Su hermano, Rudolph Valentino Clay, era dos años menor. A su padre —pintor de letreros, mujeriego y figura popular en la comunidad—, le gustaba bailar, actuar y cantar; mientras que su madre —a quien guardaba mucho respeto y cariño— era una mujer afable que se dedicaba al servicio doméstico. En la familia, no eran raros los episodios de violencia doméstica, debido a la afición de su padre al alcohol.
Creció bajo la instrucción religiosa de la Iglesia bautista. Christine Martin, esposa de Joe Martin, le recuerda como un jovencito muy cordial, que prefería leer la Biblia a vagabundear como otros muchachos cuando andaban todos de viaje para participar en eventos deportivos. Se dice que era más bien tímido, pero en la Central High School, donde estudiaba, era conocido por su obsesión con el boxeo; por lo que cuidaba mucho su salud y entrenaba en exceso, aparte de que era lo único que lo podía mantener alejado del ambiente violento en el que vivía, pues los demás jóvenes de su edad eran presa fácil de los vicios y de hacer todo tipo de fechorías. Nunca se comportó como un matón y se preocupaba tanto por mantenerse en buenas condiciones que tomaba recetas insólitas, como un brebaje de agua con ajos y dos huevos crudos mezclados con leche. Según sus palabras, un hecho que marcó su vida fue el asesinato del joven afrodescendiente Emmett Till, sólo por haberle silbado a una mujer blanca.
Cassius Clay mostraba un comportamiento inquieto con sus compañeros de escuela y era muy divertido, aunque distraído y meditativo a la hora de las clases. Solía correr junto a los autobuses y a los quince años trabajaba en la biblioteca de la escuela Nazareth. Una consejera escolar que lo conoció asevera que, de no haber sido por el boxeo, Ali no habría sobresalido en nada, aunque reconoce que tenía una inteligencia que no era valorada lo suficiente. Según Ali, el personaje que más influyó en su carrera fue el primer campeón mundial afrodescendiente, Jack Johnson.
Tras sus primeros éxitos en el boxeo, comenzó a ser respetado por sus allegados. Por otro lado, temía a los aviones, hasta el punto que no quería viajar para las pruebas de clasificación para los Juegos Olímpicos. En esa ocasión, aceptó montarse en la aeronave, aunque lo haría con un paracaídas a su lado. Ya durante el desarrollo de los Juegos se convirtió en uno de los atletas más populares de la villa olímpica. Otra anécdota recién iniciada su carrera profesional era cuando se paseaba a bordo de un Cadillac convertible por las calles de Louisville junto a otra estrella de los Juegos: la atleta Wilma Rudolph.
Según Dundee, cuando Ali era un chico tenía muchas ganas de aprender todo lo relacionado con el boxeo. Nunca le intimidaban sus oponentes y, aunque bromista, siempre trataba de comportarse como un caballero. El entrenador también afirmaba que Ali era el tipo de persona a quien no le gustaba que le hicieran recomendaciones directas, por lo que Dundee hallaba la manera de hacerlo de forma disimulada. Se dice que no tenía afición al alcohol, le gustaba entrenar con afán, y rehusaba acompañarse de guardaespaldas.
En 1964, Ali contrajo matrimonio con Sonji Roi. Se conocieron cuando ella trabajaba como mesera, pero se divorciaron en enero de 1966, ya que al parecer Sonji no aceptaba los preceptos del islam. No tuvieron hijos.
El 17 de agosto de 1967, contrajo nupcias con Khalilah Boyd, de 17 años; tuvieron a Maryum, las hermanas gemelas Jamilla y Rasheeda, y Cassius Marcellus Clay III. Se divorciaron en 1976.
El 1 de julio de 1976 se casó con Veronica Porsche. Tuvo dos hijas, Hana y Laila, quien también practicó el boxeo. Se divorciaron en 1986. Ese año contrajo su cuarto matrimonio con Yolanda «Lonnie» Williams a quien había conocido desde su infancia. Adoptaron a un hijo, Assad. Otras dos hijas reconocidas de Ali son Miya y Khaliah.
Por la línea materna, Muhammad Ali guarda parentesco con el irlandés Abe Grady, originario de la localidad de Ennis quien se asentó en Kentucky en los años 1860 y contrajo matrimonio con una exesclava. Una de sus nietas fue Odessa Lee Grady Clay, madre de Ali. Su padre decidió darle su nombre, el de Cassius Marcellus Clay, en homenaje a un abolicionista del siglo XIX: Cassius M. Clay.

### Enfermedad de Parkinson
Casi a los tres años de haberse retirado del boxeo, en septiembre de 1984, Ali fue diagnosticado con la enfermedad de Parkinson. Uno de sus médicos, el doctor Martin Ecker, declaró que pudo haberla adquirido durante su carrera como boxeador debido a los golpes recibidos en la cabeza, por lo que no habría sido heredada, denominada como parkinsonismo secundario o atípico. Ali había dado muestras de problemas en sus reflejos después de intentar recuperar su corona contra Larry Holmes en 1980; su dicción se había vuelto más lenta y tenía fatiga sin causa aparente. El Dr. Ferdie Pacheco le propuso que dejara el boxeo cuando notó los primeros síntomas en 1977.

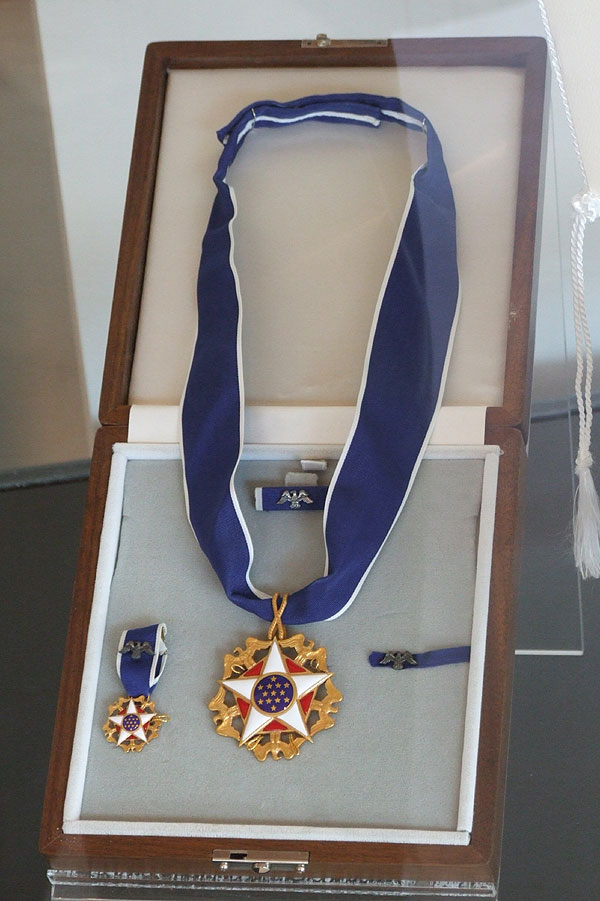
La Medalla Presidencial de la Libertad.

Sin embargo, existen opiniones que no admiten que el boxeo sea la causa de su padecimiento, puesto que no se considera que los golpes provoquen la enfermedad de Parkinson «clásica». También se estima que Ali pudo haber tenido «una degeneración neuronal latente» y que el boxeo habría acelerado su sintomatología. Con el paso de los años, las manifestaciones de la enfermedad progresaron, pero con la ayuda de su esposa Lonnie pudo sobrellevar el trastorno en las presentaciones públicas, aparte de que ella misma le motivó para servir de ejemplo a quienes sufren de la enfermedad. Lonnie aseveró que el exboxeador no ha «permitido que la enfermedad lo restrinja». Pese a todo, Ali tuvo una vida activa en favor de sus organizaciones, se presentó a homenajes a personalidades deportivas y a todo tipo de colectas de beneficencia.

## Fallecimiento
El 3 de junio de 2016 falleció por choque séptico provocado por causas naturales no especificadas a los 74 años en un hospital en Phoenix, donde había sido ingresado por problemas respiratorios el día anterior.
Las exequias se llevaron a cabo el 10 de junio, en las que el cortejo fúnebre atravesó la ciudad de Louisville hasta culminar en el cementerio de Cave Hill donde fueron quemados sus restos. El día anterior se había celebrado una ceremonia bajo el rito islámico. Tras la inhumación, otra ceremonia interreligiosa tuvo lugar en el KFC Yum! Center donde se brindaron elogios fúnebres por parte de familiares cercanos y otras personalidades como Bill Clinton y Billy Crystal. Entre los portadores del féretro se encontraban Lennox Lewis, Mike Tyson y Will Smith.

## Reconocimientos

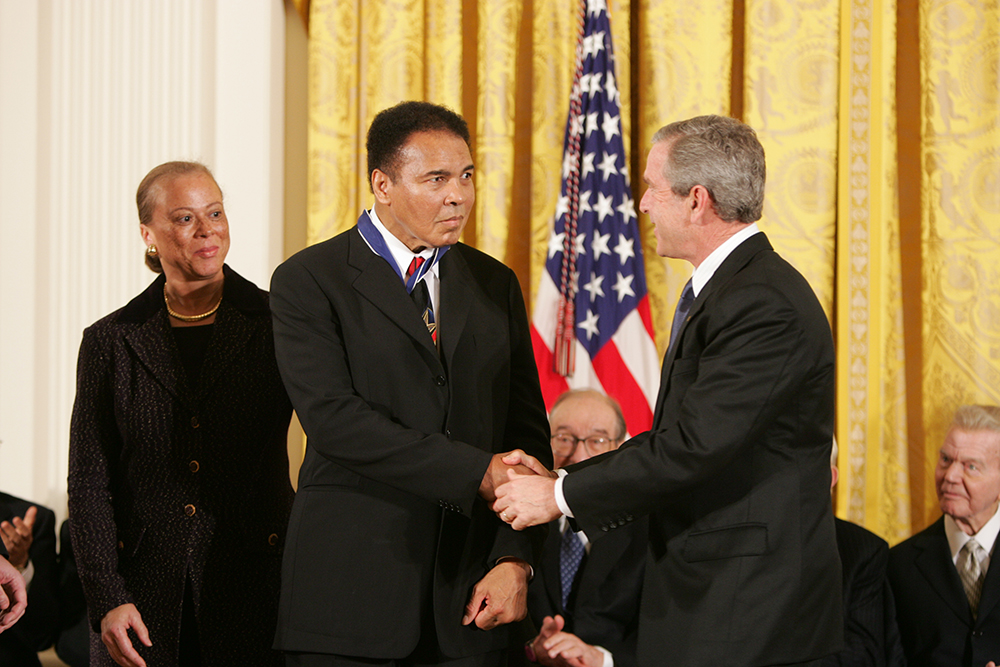
El presidente George W. Bush, condecora a Ali, con la Medalla presidencial de la libertad, en noviembre de 2005

Algunos reconocimientos otorgados a Ali durante su vida:
- Premio Martin Luther King Jr. (1970).
- Ingresado al Salón de la Fama del Olimpismo de los Estados Unidos (1983).
- Reconocimiento al servicio distinguido por la Asociación Mundial del Boxeo (1985).
- Ingresado al Salón Internacional de la Fama del Boxeo (1990).
- Premio Arthur Ashe por labor altruista (1997).
- Medalla Presidencial de la Libertad (2005).
- Reconocimiento como «Rey del Boxeo» por el Consejo Mundial del Boxeo (2012).
- Deportista del siglo XX por Sports Illustrated.
- Deportista del siglo XX por la BBC.
- Elegido por la revista Time como uno de los veinte personajes más influyentes de los Estados Unidos.
- Seis veces elegido «boxeador del año» por The Ring (1963, 1966, 1972 —junto a Carlos Monzón—, 1974, 1975 y 1978).

## Registro profesional
| 56 victorias (37 nocauts), 5 derrotas |        |                     |                                  |                |                          |                                | |
| Resultado                             | Récord | Oponente            | Tipo                             | Asalto, tiempo | Fecha                    | Localización                   | Notas |
| D                                     | 56-5   | Trevor Berbick      | Decisión (unánime)               | 10 (10)        | 11 de diciembre de 1981  | Nasáu, Bahamas                 | "Drama in the Bahamas".                                                                                                  |
| D                                     | 56-4   | Larry Holmes        | RTD (TKO, parada por su esquina) | 10 (15)        | 2 de octubre de 1980     | Valle de Las Vegas, Nevada     | Perdió el título pesado de The Ring Por el título pesado de WBC.                                                         |
| V                                     | 56-3   | Leon Spinks         | Decisión (unánime)               | 15 (15)        | 15 de septiembre de 1978 | Nueva Orleans, Luisiana        | Ganó los títulos pesados de The Ring & WBA Dejó vacante el título de WBA el 6-9-1979.                                    |
| D                                     | 55-3   | Leon Spinks         | Decisión (dividida)              | 15 (15)        | 15 de febrero de 1978    | Las Vegas, Nevada              | Perdió los títulos pesados de The Ring, WBC & WBA.                                                                       |
| V                                     | 55-2   | Earnie Shavers      | Decisión (unánime)               | 15 (15)        | 29 de septiembre de 1977 | Nueva York, Nueva York         | Retuvo los títulos pesados de The Ring, WBC & WBA.                                                                       |
| V                                     | 54-2   | Alfredo Evangelista | Decisión (unánime)               | 15 (15)        | 16 de mayo de 1977       | Landover, Maryland             | Retuvo los títulos pesados de The Ring, WBC & WBA.                                                                       |
| V                                     | 53-2   | Ken Norton          | Decisión (unánime)               | 15 (15)        | 28 de septiembre de 1976 | The Bronx, Nueva York          | Retuvo los títulos pesados de The Ring, WBC & WBA.                                                                       |
| V                                     | 52-2   | Richard Dunn        | TKO                              | 5 (15)         | 24 de mayo de 1976       | Múnich, Alemania Occidental    | Retuvo los títulos pesados de The Ring, WBC & WBA.                                                                       |
| V                                     | 51-2   | Jimmy Young         | Decisión (unánime)               | 15 (15)        | 30 de abril de 1976      | Landover, Maryland             | Retuvo los títulos pesados de The Ring, WBC & WBA.                                                                       |
| V                                     | 50-2   | Jean-Pierre Coopman | KO                               | 5 (15)         | 20 de febrero de 1976    | San Juan, Puerto Rico          | Retuvo los títulos pesados de The Ring, WBC & WBA.                                                                       |
| V                                     | 49-2   | Joe Frazier         | RTD                              | 14 (15), 0:59  | 1 de octubre de 1975     | Ciudad Quezón, Filipinas       | "The Thrilla in Manila"; Retuvo los títulos pesados de The Ring, WBC & WBA.                                              |
| V                                     | 48-2   | Joe Bugner          | Decisión (unánime)               | 15 (15)        | 30 de junio de 1975      | Kuala Lumpur, Malasia          | Retuvo los títulos pesados de The Ring, WBC & WBA.                                                                       |
| V                                     | 47-2   | Ron Lyle            | TKO                              | 11 (15)        | 16 de mayo de 1975       | Las Vegas, Nevada              | Retuvo los títulos pesados de The Ring, WBC & WBA.                                                                       |
| V                                     | 46-2   | Chuck Wepner        | TKO                              | 15 (15), 2:41  | 24 de marzo de 1975      | Richfield, Ohio                | Retuvo los títulos pesados de The Ring, WBC & WBA.                                                                       |
| V                                     | 45-2   | George Foreman      | KO                               | 8 (15), 2:58   | 30 de octubre de 1974    | Kinshasa, Zaire                | "Rumble in the Jungle"; Ganó los títulos pesados de The Ring, WBC & WBA.                                                 |
| V                                     | 44-2   | Joe Frazier         | Decisión (unánime)               | 12 (12)        | 28 de enero de 1974      | Nueva York, Nueva York         | "Muhammad Ali vs. Joe Frazier II" Retuvo el título pesado de NABF, vacante después de 1974.                              |
| V                                     | 43-2   | Rudi Lubbers        | Decisión (unánime)               | 12 (12)        | 20 de octubre de 1973    | Yakarta, Indonesia             | |
| V                                     | 42-2   | Ken Norton          | Decisión (dividida)              | 12 (12)        | 10 de septiembre de 1973 | Inglewood, California          | Ganó el título pesado de NABF.                                                                                           |
| D                                     | 41-2   | Ken Norton          | Decisión (dividida)              | 12 (12)        | 31 de marzo de 1973      | San Diego, California          | Perdió el título pesado de NABF.                                                                                         |
| V                                     | 41-1   | Joe Bugner          | Decisión (unánime)               | 12 (12)        | 14 de febrero de 1973    | Las Vegas, Nevada              | |
| V                                     | 40-1   | Bob Foster          | KO                               | 8 (12), 0:40   | 21 de noviembre de 1972  | Stateline, Nevada              | Retuvo el título pesado de NABF.                                                                                         |
| V                                     | 39-1   | Floyd Patterson     | TKO                              | 7 (12)         | 20 de septiembre de 1972 | Nueva York, Nueva York         | Retuvo el título pesado de NABF.                                                                                         |
| V                                     | 38-1   | Alvin Lewis         | TKO                              | 11 (12), 1:15  | 19 de julio de 1972      | Dublín, Irlanda                | |
| V                                     | 37-1   | Jerry Quarry        | TKO                              | 7 (12), 0:19   | 27 de junio de 1972      | Las Vegas, Nevada              | Retuvo el título pesado de NABF.                                                                                         |
| V                                     | 36-1   | George Chuvalo      | Decisión (unánime)               | 12 (12)        | 1 de mayo de 1972        | Vancouver, Canadá              | Retuvo el título pesado de NABF.                                                                                         |
| V                                     | 35-1   | Mac Foster          | Decisión (unánime)               | 15 (15)        | 1 de abril de 1972       | Tokio, Japón                   | |
| V                                     | 34-1   | Jürgen Blin         | KO                               | 7 (12), 2:12   | 26 de diciembre de 1971  | Zúrich, Suiza                  | |
| V                                     | 33-1   | Buster Mathis       | Decisión (unánime)               | 12 (12)        | 17 de noviembre de 1971  | Houston, Texas                 | Retuvo el título pesado de NABF.                                                                                         |
| V                                     | 32-1   | Jimmy Ellis         | TKO                              | 12 (12), 2:10  | 26 de julio de 1971      | Houston, Texas                 | Ganó el título pesado vacante de NABF.                                                                                   |
| D                                     | 31-1   | Joe Frazier         | Decisión (unánime)               | 15 (15)        | 8 de marzo de 1971       | Nueva York, Nueva York         | "The Fight of the Century"; Perdió el título pesado de The Ring Por los títulos pesados de WBA & WBC.                    |
| V                                     | 31-0   | Oscar Bonavena      | TKO                              | 15 (15), 2:03  | 7 de diciembre de 1970   | Nueva York, Nueva York         | Retuvo el título pesado de The Ring.                                                                                     |
| V                                     | 30-0   | Jerry Quarry        | TKO                              | 3 (15)         | 26 de octubre de 1970    | Atlanta, Georgia               | Retuvo el título pesado de The Ring.                                                                                     |
| Suspendido                            |        |                     |                                  |                |                          |                                | |
| V                                     | 29-0   | Zora Folley         | KO                               | 7 (15), 1:48   | 22 de marzo de 1967      | Nueva York, Nueva York         | Retuvo los títulos pesados de The Ring, WBC & WBA Despojado de los títulos el 28-4-1967.                                 |
| V                                     | 28-0   | Ernie Terrell       | Decisión (unánime)               | 15 (15)        | 6 de febrero de 1967     | Houston, Texas                 | Retuvo los títulos pesados de The Ring & WBC Ganó el título pesado de WBA.                                               |
| V                                     | 27-0   | Cleveland Williams  | TKO                              | 3 (15)         | 14 de noviembre de 1966  | Houston, Texas                 | Retuvo los títulos pesados de The Ring & WBC.                                                                            |
| V                                     | 26-0   | Karl Mildenberger   | TKO                              | 12 (15)        | 10 de septiembre de 1966 | Fráncfort, Alemania Occidental | Retuvo los títulos pesados de The Ring & WBC.                                                                            |
| V                                     | 25-0   | Brian London        | KO                               | 3 (15)         | 6 de agosto de 1966      | Londres, Inglaterra            | Retuvo los títulos pesados de The Ring & WBC.                                                                            |
| V                                     | 24-0   | Henry Cooper        | TKO                              | 6 (15), 1:38   | 21 de mayo de 1966       | Londres, Inglaterra            | Retuvo los títulos pesados de The Ring & WBC.                                                                            |
| V                                     | 23-0   | George Chuvalo      | Decisión (unánime)               | 15 (15)        | 29 de marzo de 1966      | Toronto, Canadá                | Retuvo los títulos pesados de The Ring & WBC.                                                                            |
| V                                     | 22-0   | Floyd Patterson     | TKO                              | 12 (15), 2:18  | 22 de noviembre de 1965  | Las Vegas, Nevada              | Retuvo los títulos de The Ring & WBC.                                                                                    |
| V                                     | 21-0   | Sonny Liston        | KO                               | 1 (15), 2:12   | 25 de mayo de 1965       | Lewiston, Maine                | "Muhammad Ali vs. Sonny Liston II"" Retuvo los títulos pesados de The Ring & WBC.                                        |
| V                                     | 20-0   | Sonny Liston        | TKO                              | 7 (15)         | 25 de febrero de 1964    | Miami Beach, Florida           | "Muhammad Ali vs. Sonny Liston", Ganó los títulos pesados de The Ring, WBA & WBC; Despojado de los títulos el 19-6-1964. |
| V                                     | 19-0   | Henry Cooper        | TKO                              | 5 (10), 2:15   | 18 de junio de 1963      | Londres, Inglaterra            | |
| V                                     | 18-0   | Doug Jones          | Decisión (unánime)               | 10 (10)        | 13 de marzo de 1963      | Nueva York, Nueva York         | |
| V                                     | 17-0   | Charley Powell      | KO                               | 3, 2:04        | 24 de enero de 1963      | Pittsburgh, Pensilvania        | |
| V                                     | 16-0   | Archie Moore        | TKO                              | 4 (10), 1:35   | 15 de noviembre de 1962  | Los Ángeles, California        | |
| V                                     | 15-0   | Alejandro Lavorante | KO                               | 5 (10), 1:48   | 20 de julio de 1962      | Los Ángeles, California        | |
| V                                     | 14-0   | Billy Daniels       | TKO                              | 7 (10), 2:21   | 19 de mayo de 1962       | Nueva York, Nueva York         | |
| V                                     | 13-0   | George Logan        | TKO                              | 4 (10), 1:34   | 23 de abril de 1962      | Nueva York, Nueva York         | |
| V                                     | 12-0   | Don Warner          | TKO                              | 4, 0:34        | 28 de marzo de 1962      | Miami Beach, Florida           | |
| V                                     | 11-0   | Sonny Banks         | TKO                              | 4 (10), 0:26   | 10 de febrero de 1962    | Nueva York, Nueva York         | |
| V                                     | 10-0   | Willi Besmanoff     | TKO                              | 7 (10), 1:55   | 29 de noviembre de 1961  | Louisville, Kentucky           | |
| V                                     | 9-0    | Alex Miteff         | TKO                              | 6 (10), 1:45   | 7 de octubre de 1961     | Louisville, Kentucky           | |
| V                                     | 8-0    | Alonzo Johnson      | Decisión (unánime)               | 10 (10)        | 22 de julio de 1961      | Louisville, Kentucky           | |
| V                                     | 7-0    | Duke Sabedong       | Decisión (unánime)               | 10 (10)        | 26 de junio de 1961      | Las Vegas, Nevada              | |
| V                                     | 6-0    | LaMar Clark         | KO                               | 2 (10), 1:27   | 19 de abril de 1961      | Louisville, Kentucky           | |
| V                                     | 5-0    | Donnie Fleeman      | TKO                              | 7 (8)          | 21 de febrero de 1961    | Miami Beach, Florida           | |
| V                                     | 4-0    | Jim Robinson        | KO                               | 1 (8), 1:34    | 7 de febrero de 1961     | Miami Beach, Florida           | |
| V                                     | 3-0    | Tony Esperti        | TKO                              | 3 (8), 1:30    | 17 de enero de 1961      | Miami Beach, Florida           | |
| V                                     | 2-0    | Herb Siler          | KO                               | 4 (8)          | 27 de diciembre de 1960  | Miami Beach, Florida           | |
| V                                     | 1-0    | Tunney Hunsaker     | Decisión (unánime)               | 6 (6)          | 29 de octubre de 1960    | Louisville, Kentucky           | |

### Otras fuentes
- Early, Gerald (2002). Muhammad Ali as Third-World Hero (en inglés). Archivado desde el original el 7 de agosto de 2016. Consultado el 2 de enero de 2013.
- García-Ajofrín, Isabel (2016). "Entrevista al famoso publicista George Lois y amigo de Muhammad Ali sobre el boxeador, sus rimas, su religión y su enfermedad".
- Hahner, Leslie (2005). From the Louisville Lip to the Champ: The Muhammad Ali Center and Planning with Memory Politics (en inglés). Consultado el 25 de diciembre de 2012.
- Marqusee, Mark (2012). Sport and stereotype: from role model to Muhammad Ali (en inglés). Consultado el 22 de noviembre de 2012.
- Smith, Maureen (2001). Muhammad Speaks  and Muhammad Ali: Intersections of the Nation of Islam and Sport in the 1960s (en inglés). Consultado el 29 de enero de 2013.
- Vladek, Stephen (2012). Clay v. United States (en inglés). Consultado el 25 de diciembre de 2012. (enlace roto disponible en Internet Archive; véase el historial, la primera versión y la última).